# Missouri
Il Missouri (AFI: /misˈsuri/, in inglese /mɨˈzʊəɹi/ ), italianizzato in Missuri (sigla: MO), è uno Stato federato della regione del Midwest degli Stati Uniti d'America. È il 21º Stato per estensione, e confina con otto stati: Iowa a nord, Illinois, Kentucky e Tennessee ad est, Arkansas a sud e Oklahoma, Kansas e Nebraska ad ovest. Nella parte meridionale dello stato si trovano gli Ozarks, un altopiano boschivo, fonte di legname, minerali e attività ricreative. Il fiume Missouri, da cui prende nome lo stato, scorre nel centro e sfocia nel fiume Mississippi, che ne costituisce il confine orientale. Con più di sei milioni di residenti, si tratta del 19º stato più popolato degli Stati Uniti; le maggiori aree urbane sono Saint Louis, Kansas City, Springfield e Columbia, mentre la capitale è Jefferson City.
Lo stato è diviso in 114 contee, oltre alla città indipendente di Saint Louis.
La cultura del Missouri unisce elementi degli stati medio-occidentali e di quelli meridionali; è il luogo dove sono nati i generi musicali del ragtime, Kansas City Jazz ed il blues di St. Louis. Il famoso barbecue in stile Kansas City, e il meno noto barbecue di Saint Louis sono molto comuni nello stato e anche al di fuori. Il Missouri è un centro importante per la produzione della birra, ed ha una delle leggi sull'alcol più permissive degli Stati Uniti. Qui ha sede la Anheuser-Busch, il maggiore produttore di birra del mondo, e nel Missouri Rhineland e negli Ozarks viene prodotto il vino del Missouri. Al di fuori delle principali città dello stato, tra le maggiori destinazioni turistiche vi sono il lago degli Ozarks, il lago Table Rock e Branson.
Le più conosciute università dello stato sono l'Università del Missouri, la Saint Louis University e l'Università Washington a Saint Louis. Il Missouri ha diversi soprannomi, tra cui "Madre dell'Ovest", lo "stato delle caverne" e "Show Me State".

## Etimologia e pronuncia
Lo stato prende il nome dal fiume Missouri, che a sua volta prende il nome da Missouri, una tribù indigena di lingua siouan. I coloni francesi adattarono una forma del nome in lingua illinois per il popolo: Wimihsoorita. Il loro nome significa "Persona che ha canoe".
Il nome Missouri ha diverse pronunce anche tra i propri abitanti attuali, i due più comuni sono /mᵻˈzɜːri/ (pronunciato "mih-ZUR-ee" e /mᵻˈzɜːrə/ (pronunciato "mih-ZUR-ə". Sia nel Missouri che nel resto degli Stati Uniti esistono anche altre pronunce, che prevedono la consonante /z/ o /s/; la vocale nella seconda sillaba può essere sia /ɜ:r/ che /ʊər/, e la terza sillaba può essere sia /i/ (foneticamente [i], [ɪ] o [ɪ̈]) che /ə/. Gli inglesi americani pronunciano qualsiasi combinazione di queste fonetiche, ad eccezione della /ɪ/ finale, che non viene pronunciata in molti dialetti. Nella Received Pronunciation britannica, la variante più diffusa è /mᵻˈzʊəri/, e /mᵻˈsʊəri/ è una possibile alternativa.
La questione linguistica fu trattata infine da Donald M. Lance, che riconobbe che la questione fosse sociologicamente complessa, ma nessuna pronuncia potesse essere dichiarata "corretta", né una di esse potesse essere chiaramente definita come nativa, importata, rurale o urbana, meridionale o settentrionale. I politici spesso utilizzano diverse pronunce, anche durante lo stesso discorso, per fare appello ad un numero maggiore di ascoltatori. In contesti informali, le pronunce diverse del nome dello stato, come "Missour-ee" o "Missour-uh" vengono utilizzate occasionalmente per distinguere foneticamente le pronunce.

### Soprannomi
Non vi è alcun soprannome ufficiale dello stato. Tuttavia, il soprannome non ufficiale del Missouri è "Show Me State" (letteralmente: Stato in cui devi (di)mostrarmelo), che appare sulle targhe automobilistiche; questa frase ha diverse origini: una è popolarmente ascritta ad un discorso del deputato congressuale Willard Vandiver del 1899, che dichiarò che "Vengo da uno stato che coltiva mais e cotone, nappole e democratici, e l'eloquenza pomposa non mi soddisfa né mi convince. Sono del Missouri, e dovete dimostrarmelo." Il significato di "Sono del Missouri" fa riferimento all'essere scettico sui temi, e non facile da convincere. Tuttavia, secondo i ricercatori, la frase "dimostramelo" era già in uso prima degli anni 1890. Altri fanno riferimento al fatto che il soprannome sia un riferimento ai minatori del Missouri che furono portati a Leadville, in Colorado, per sostituire altri minatori in sciopero. Dato che i nuovi minatori non avevano familiarità con i metodi di ricerca, richiedevano frequentemente nuove istruzioni.
Altri soprannomi del Missouri sono "stato del piombo", "stato dei lingotti", "stato degli Ozark", "madre dell'Ovest", "stato della montagna di ferro", e "Pennsylvania dell'Ovest". È anche conosciuto come "stato delle caverne" perché vi sono oltre 7300 caverne nello stato, un numero inferiore solo al Tennessee. La contea di Perry è quella con il maggior numero di caverne e quella con la caverna più lunga.
Il motto ufficiale dello stato è "Salus Populi Suprema Lex Esto", il cui significato è "Fate sì che il benessere del popolo sia la legge suprema".

## Storia

### Albori
Gli uomini abitano l'area che oggi è nel Missouri da almeno 12.000 anni; la cultura del Mississippi, che emerse almeno nel IX secolo, creò centri politici regionali nell'attuale Saint Louis e attraverso il fiume Mississippi presso Cahokia, vicino all'attuale Collinsville. le loro grandi città comprendevano migliaia di abitazioni, e ancora oggi sono conosciuti per i loro cumuli di terra, costruiti per ragioni religiose, politiche e sociali, a forma di piattaforma, cresta o cono. Cahokia fu il centro della rete regionale di commercio che raggiungeva i Grandi Laghi e il Golfo del Messico. Questa civiltà declinò dal 1400, e molti dei loro discendenti lasciarono la regione molto prima dell'arrivo degli europei. Saint Louis fu al tempo conosciuta agli americani europei come "Città dei comuli" a causa dei molti cumuli preistorici ancora esistenti, oggi scomparsi per lo sviluppo urbanistico. La cultura del Mississippi lasciò cumuli nella parte centrale delle valli dei fiumi Mississippi e Ohio, estendendosi fino a sud-est e verso la foce del fiume.

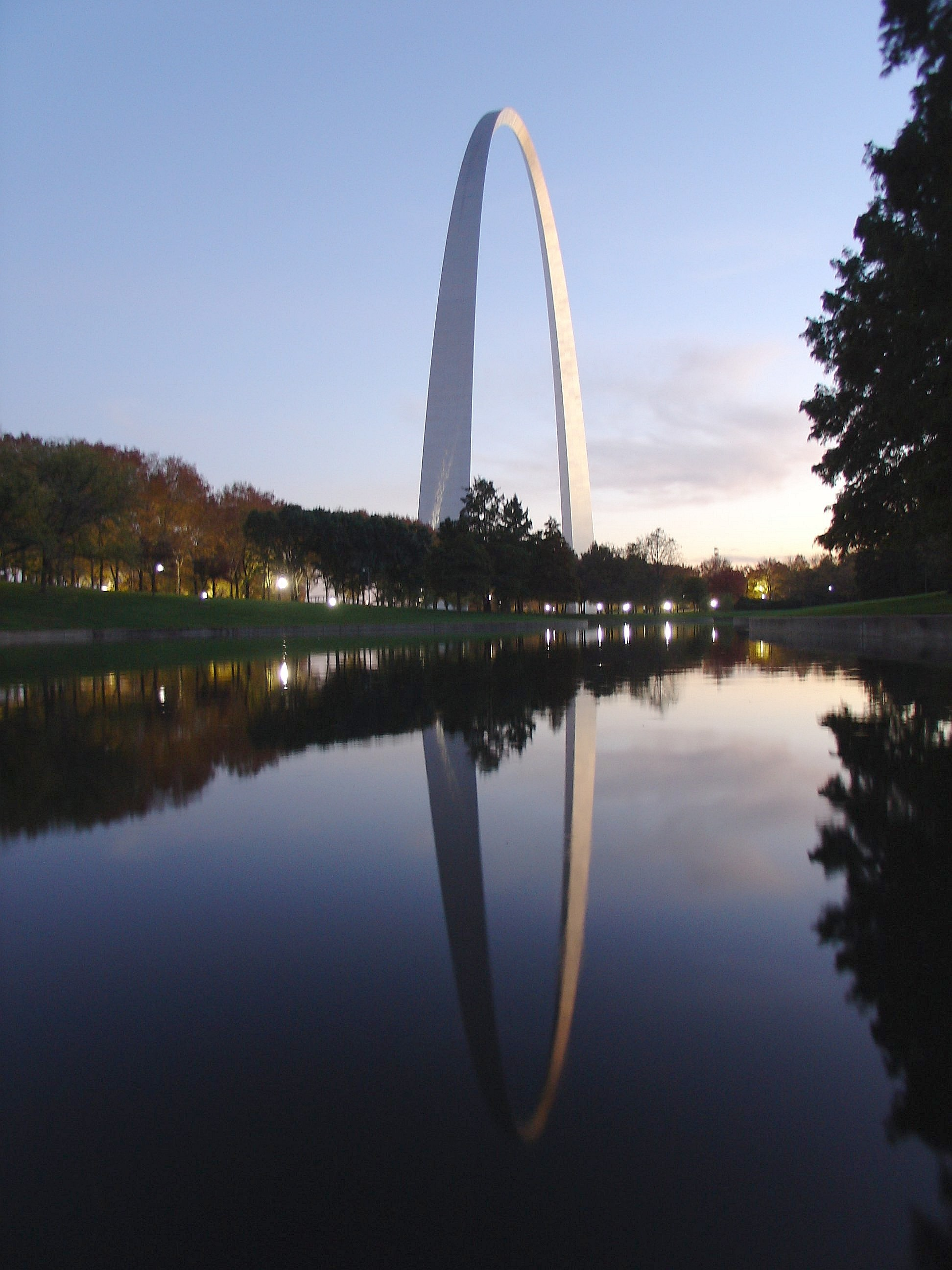
L'Arco della porta a Saint Louis

La terra che divenne poi lo stato del Missouri era parte di numerosi e differenti territori, con confini spesso indeterminati, ed ebbe diversi nomi nativi americani ed europei tra il 1600 e il 1800. Quando gli esploratori europei arrivarono nel XVII secolo, incontrarono le nazioni Osage e Missouri; nella prima metà del 1700, il territorio ad ovest del fiume Mississippi, che sarebbe poi divenuto il Missouri, fu principalmente disabitato, come una terra di mezzo che mantenne la pace tra gli Illinois sulla riva est del Mississippi e nel nord, e gli indiani Osage e Missouri della bassa valle dei Missouri. All'inizio del XVIII secolo, i commercianti ed i missionari francesi esplorarono l'intera valle del Mississippi, chiamando la regione "Louisiana"; nello stesso periodo, un diverso gruppo di franco-canadesi stabilì cinque villaggi sulla riva orientale del Mississippi, posizionandoli nei "pays des Illinois", nella "nazione dell'Illinois". Quando gli abitanti e i coloni di discendenza franco-canadese iniziarono ad attraversare il Mississippi per fondare nuovi insediamenti come Sainte-Geneviève, continuarono a posizionare questi nuovi villaggi nella nazione dell'Illinois. Allo stesso tempo, i coloni francesi su entrambi i lati del Mississippi facevano parte della provincia francese della Louisiana. Per distinguere gli insediamenti nella media valle del Mississippi da quelli francesi nella bassa valle del Mississippi intorno a New Orleans, gli ufficiali e gli abitanti francesi si riferirono alla media valle del Mississippi come "La Haute Louisiane", cioè l'Alta Louisiana.
I primi coloni europei erano principalmente franco-canadesi, che crearono il loro primo insediamento nel Missouri nell'attuale Sainte-Geneviève, circa a un'ora a sud di Saint Louis. Erano migrati intorno al 1750 dalla nazione dell'Illinois; giungevano da villaggi coloniali sulla riva destra del Mississippi, dove il suolo stava esaurendo le proprie risorse, e non vi era sufficiente terra per la popolazione crescente. I primi insediamenti del Missouri furono abitati anche da molti africani e nativi americani schiavizzati, e il lavoro schiavista fu centrale nei commerci, nell'agricoltura e nel commercio del pellame. Sainte-Geneviève divenne un fiorente centro agricolo, producendo molta farina da esportare, mais e tabacco e spedì annualmente tonnellate di grano lungo il fiume nella Bassa Louisiana. La produzione di grano nella nazione dell'Illinois era fondamentale per la sopravvivenza della Bassa Louisiana, e specialmente per la città di New Orleans.
Saint Louis fu fondata poco dopo, nel 1764, dai commercianti di pelli francesi Pierre Laclède e il figliastro Auguste Chouteau, che provenivano da New Orleans. Dal 1764 al 1803 il controllo europeo sull'area ad ovest del Mississippi fino alla parte settentrionale del bacino del fiume Missouri, chiamata Louisiana, fu esercitato dagli spagnoli nell'ambito del Vicereame della Nuova Spagna, ai sensi del Trattato di Fontainebleau (1762) (affinché la Spagna si unisse con la Francia nella guerra contro l'Inghilterra). L'arrivo degli spagnoli a Saint Louis avvenne nel 1767.
Saint Louis divenne il centro regionale del commercio di pelli con le tribù dei nativi americani, che si estese fino ai fiumi Missouri e Mississippi, e che dominò l'economia regionale per decenni. I partner commerciali delle maggiori società inviavano le loro pelli da Saint Louis via fiume fino a New Orleans, per essere poi imbarcate verso l'Europa. I nativi americani, di contro, avevano in cambia una gran varietà di merci. Il commercio delle pelli e affini fecero di Saint Louis un primo centro finanziario della regione, e consentirono di generare ricchezza, come si può vedere dalle case erette dalle persone benestanti e dall'importazione di beni di lusso. La sua collocazione presso la confluenza con il fiume Illinois rendeva disponibili anche i prodotti delle aree agricole. Il traffico fluviale e il commercio lungo il Mississippi furono molto legati all'economia dello stato; in quanto prima grande città dell'area, Saint Louis si espanse enormemente dopo l'invenzione del battello a vapore, che incrementò ulteriormente i commerci fluviali.

### XIX secolo

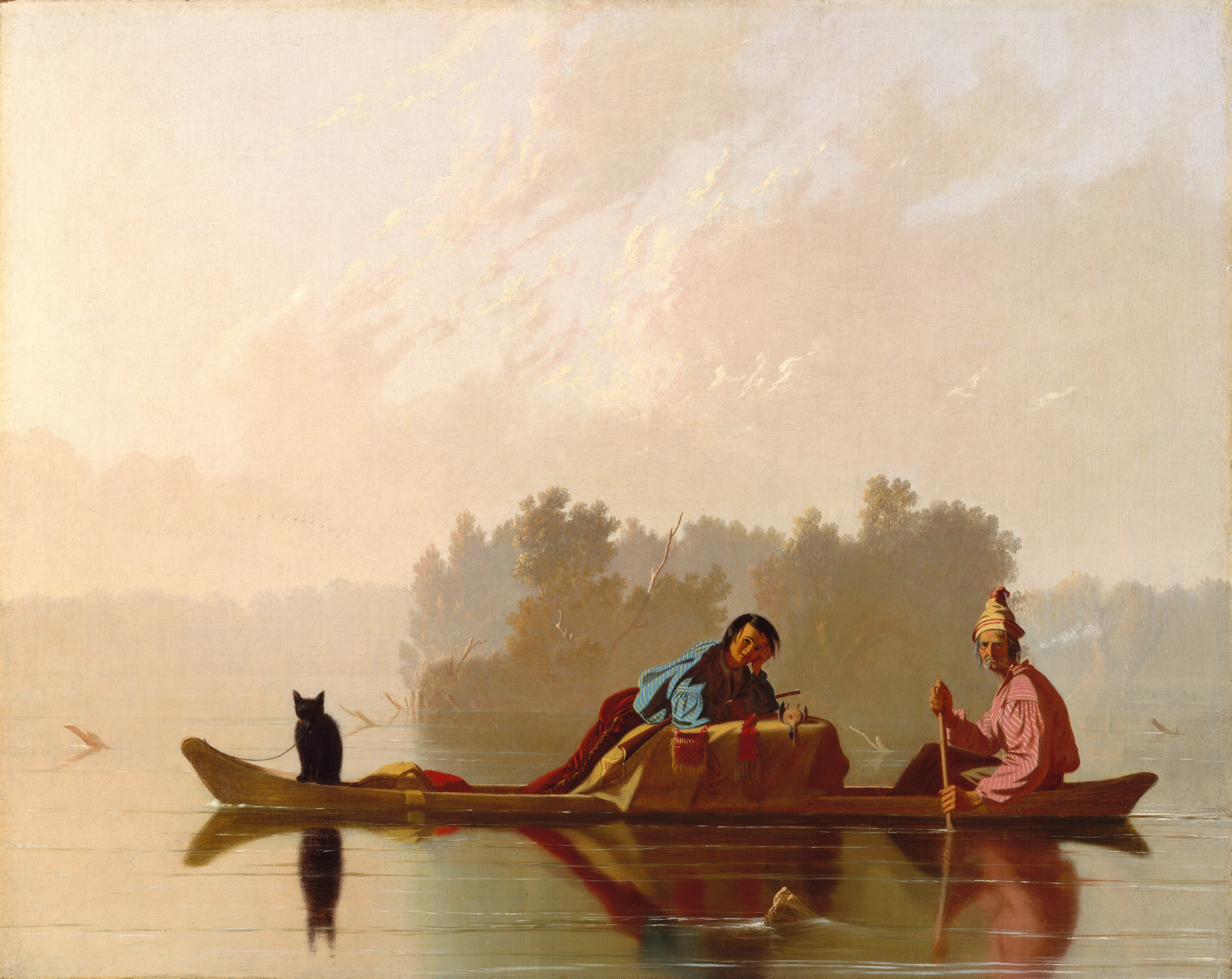
Fur Traders Descending the Missouri del pittore missouriano George Caleb Bingham

Napoleone Bonaparte aveva ottenuto la Louisiana tramite acquisto dalla Spagna nel 1800 tramite il trattato di San Ildefonso, dopo che l'area era stata una colonia spagnola dal 1762. Il trattato fu tenuto tuttavia segreto; la Louisiana rimase nominalmente sotto controllo spagnolo fino al trasferimento di potere verso la Francia il 30 novembre 1803, solo tre settimane prima della cessione agli Stati Uniti.
In quanto parte dell'Acquisto della Louisiana del 1803 da parte degli Stati Uniti, il Missouri ottenne il soprannome Gateway to the West ("Porta verso l'Occidente"), in quando funse da importante punto di partenza per le spedizioni e per i coloni diretti ad ovest durante il XIX secolo. Saint Charles, poco ad ovest di Saint Louis, fu il punto di partenza e destinazione di ritorno della spedizione di Lewis e Clark, che ascese il fiume Missouri nel 1804 per esplorare le terre occidentali fino all'oceano Pacifico. Saint Louis fu il punto principale di rifornimento per decenni per i coloni diretti verso ovest.
Dato che molti dei primi coloni del Missouri occidentale provenivano dall'Upper South, portarono afroamericani schiavizzati come lavoratori agricoli, e intendevano continuare con la propria cultura e istituzione della schiavitù. Si insediarono prevalentemente in 17 contee lungo il fiume Missouri, in un'area pianeggiante che consentiva le piantagioni e divenne nota come Little Dixie.
Lo stato fu scosso dai terremoti di New Madrid del 1811-1812; le vittime furono poche a causa della bassa densità di popolazione.

### Ingresso nell'Unione

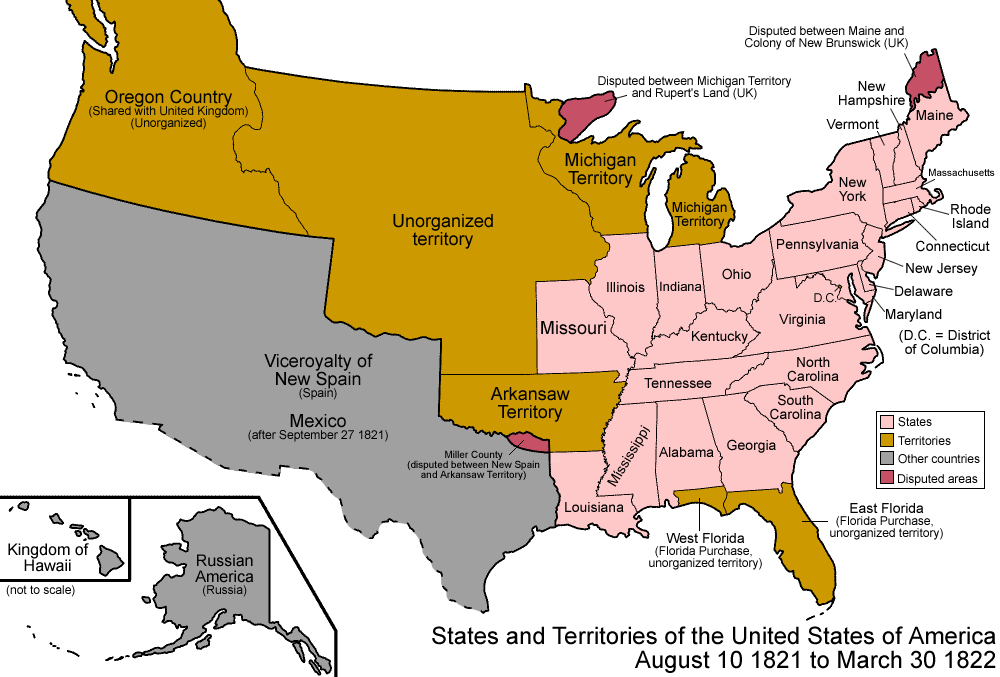
Gli stati e i territori degli Stati Uniti in seguito all'ingresso del Missouri come stato il 10 agosto 1821. La parte restante dell'ex Territorio del Missouri divenne un territorio non organizzato

Il Missouri giocò un ruolo centrale nell'espansione verso ovest degli Stati Uniti, come ricordato dall'Arco della porta. I Pony Express, Oregon Trail, Santa Fe Trail e California Trail ebbero inizio tutti in Missouri. Nel 1821 l'ex Territorio del Missouri fu ammesso come stato schiavista nell'ambito del Compromesso del Missouri che permise la schiavitù, purché fosse interdetta negli altri stati posti a nord del parallelo 36° 30'. Ebbe capitale temporanea a Saint Charles e nel 1826 la capitale fu spostata a Jefferson City, sempre sul fiume Missouri, e ancora oggi riveste questo ruolo.
In origine il confine occidentale dello stato era una linea retta, definita come il meridiano passante per Kawsmouth, il punto in cui il fiume Kansas si immette nel fiume Missouri. Il fiume si è spostato, dal momento di questa designazione, e questa linea è nota come il Confine di Osage. Nel 1836, con l'Acquisto di Platte che permise l'acquisizione di alcune terre tribali, fu aggiunta un'area al confine nord-occidentale dello stato; questo fece sì che il fiume Missouri divenisse il confine a nord del fiume Kansas. Questa aggiunta incrementò l'area di quello che già era lo stato più grande dell'Unione al tempo, circa 172 000 km²), rispetto ai 168 000 km² della Virginia, che all'epoca includeva ancora la Virginia Occidentale.
All'inizio degli anni 1830 i migranti mormoni provenienti dagli stati settentrionali e dal Canada iniziarono a insediarsi presso Independence e nelle aree a nord di essa. Nacquero conflitti sulla religione e la schiavitù tra i vecchi coloni (che provenivano principalmente dal Sud) e i mormoni (che invece arrivavano da nord). Nel 1838 scoppiò la guerra dei mormoni, e nel 1839 con l'aiuto di un "ordine di sterminio" del governatore Lilburn Boggs i coloni originari scacciarono i mormoni dal Missouri e confiscarono le loro terre.
I conflitti sulla schiavitù esacerbarono le tensioni sui confini tra stati e territori; dal 1838 al 1839 una disputa sul confine con l'Iowa sulla cosiddetta Guerra di Miele, entrambi gli stati mobilitarono gli eserciti lungo il confine.
Con le migrazioni crescenti, dagli anni 1830 ai 1860, la popolazione del Missouri raddoppiò ogni decennio; molti dei nuovi coloni erano nati in America, ma anche molti irlandesi e tedeschi arrivarono nei tardi anni 1840 e 1850. Dato che la maggioranza era cattolica, essi imposero le loro istituzioni religiose nello stato, che era stato in maniera predominante protestante. Molti si insediarono nelle città, creando una rete di chiese e scuole regionale e poi statale. I migranti tedeschi del XIX secolo, che costituirono il Missouri Rhineland, crearono l'industria del vino lungo il fiume Missouri, e l'industria della birra a Saint Louis. Molti provenienti dalla Virginia, dal Kentucky e dal Tennessee si stabilirono nell'area di Boonslick nel Missouri centrale.
Mentre molti immigranti tedeschi erano forti oppositori della schiavitù, molti immigranti irlandesi che vivevano nelle città erano a favore, e temevano che la liberazione degli schiavi afroamericani avrebbe creato un picco di lavoro non specializzato, portando al ribasso dei salari.
Molti agricoltori del Missouri praticavano agricoltura di sussistenza prima della guerra civile; la maggioranza di coloro che avevano schiavi, ne avevano meno di cinque a testa. I proprietari di piantagioni, definiti da alcuni storici come coloro che detenevano venti o più schiavi, erano concentrati nelle contee conosciute come Little Dixie, nella parte centrale dello stato lungo il fiume Missouri. Le tensioni sulla schiavitù avevano a che fare con il futuro dello stato e della nazione; nel 1860 gli afroamericani costituivano meno del 10% della popolazione dello stato, che ammontava a 1 182 012 persone. Per controllare gli allagamenti dei campi e dei villaggi meno elevati lungo il fiume Mississippi, entro il 1860 lo stato completò la costruzione di 230 km di argini lungo il fiume.

### Guerra civile

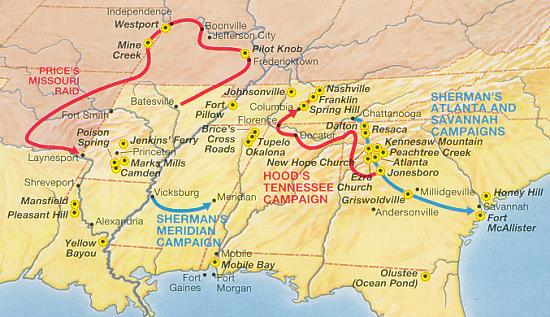
Il raid di Price nel teatro Trans-Mississippi della guerra di secessione americana, 1864

In quanto stato cuscinetto nella guerra civile, il ruolo del Missouri nella guerra civile americana fu complesso, e lo stato su assoggettato a governi rivali, incursioni e guerriglie. Dopo l'inizio della secessione degli stati meridionali nel 1861, il Parlamento del Missouri chiese l'elezione di una convenzione speciale sulla secessione; questa convenzione votò contro la secessione, ed espresse anche il supporto all'Unione. Dopo la battaglia di Fort Sumter, il governatore pro-secessione Claiborne Fox Jackson ordinò la mobilitazione di diverse centinaia di membri delle milizie dello stato, che si erano riuniti in un campo presso Saint Louis per un'esercitazione. In segreto, richiese all'esercito Confederato e alla sua artiglieria di aiutarlo a impossessarsi dell'Arsenale di Saint Louis. Allarmato da questa azione, e avendo scoperto l'aiuto dei confederati, il generale Nathaniel Lyon agì per primo, circondando il campo e obbligando le truppe dello stato ad arrendersi. Lyon ordinò ai suoi soldati, principalmente immigranti tedeschi che non parlavano inglese, di far marciare i prigionieri lungo le strade, e questo portò a disordini tra i cittadini favorevoli alla secessione. I tafferugli portarono a violenze e i soldati dell'Unione vennero uccisi dai civili di Saint Louis; questo evento viene chiamato "massacro di Camp Jackson".

Questi eventi acuirono le divisioni all'interno dello stato. Il governatore Jackson nominò Sterling Price, presidente della convenzione sulla secessione, come capo della nuova Missouri State Guard. Di fronte alla rapida avanzata attraverso lo stato del generale dell'Unione Lyon, Jackson e Price furono obbligati a lasciare la capitale di Jefferson City il 14 giugno 1861. A Neosho Jackson convocò il Parlamento dello stato per chiedere la secessione. L'assemblea eletta era però divisa tra unionisti e confederati; pochi tra gli unionisti parteciparono all'assemblea di Neosho, e l'ordinanza di secessione fu approvata rapidamente. La Confederazione riconobbe la secessione del Missouri il 30 ottobre 1861.

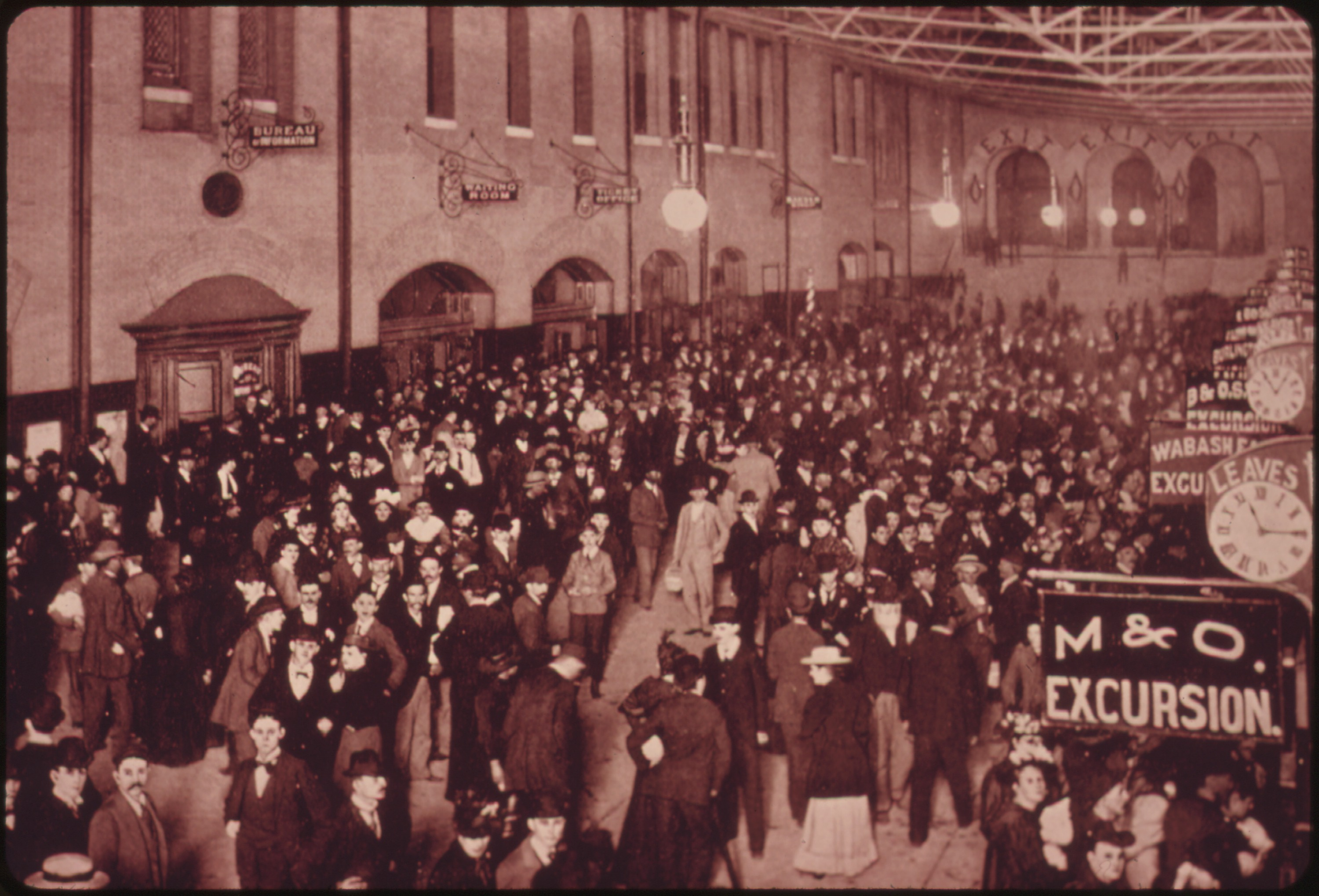
La stazione Union di Saint Louis fu la più grande e più frequentata stazione ferroviaria quando aprì nel 1894.

Con il governatore eletto assente dalla capitale e i deputati in gran parte dispersi, la convenzione dello stato si riunì nuovamente con la maggior parte dei propri membri presenti, ad eccezione di venti deputati che erano scappati verso sud con le forze di Jackson. La convenzione dichiarò tutte le cariche vacanti e nominò Hamilton Gamble come nuovo governatore del Missouri. L'amministrazione del Presidente Abraham Lincoln riconobbe immediatamente il governo di Gamble come governo legale del Missouri; la decisione del governo federale autorizzò ad arruolare forze delle milizie filo-unioniste per il servizio all'interno dello stato, oltre a reggimenti di volontari per lo Union Army.
Seguirono combattimenti tra le forze unioniste e un esercito combinato della Missouri State Guard del generale Price e le truppe confederate provenienti da Arkansas e Texas sotto il generale Benjamin McCulloch. Dopo aver ottenuto vittorie nella battaglia di Wilson's Creek e nell'assedio di Lexington, e dopo aver patito perdite altrove le forze confederate, di fronte all'Union Army con le sue nuove forze arruolate, si ritirarono in Arkansas e in seguito a Marshall in Texas.
Anche se le truppe regolari confederate riuscirono a portare a termine alcuni attacchi nel Missouri, i combattimenti nello stato nei successivi tre anni si limitarono alla guerriglia. I "cittadini-soldato" e gli insorti come il capitano William Quantrill, Frank e Jesse James, i fratelli Younger e William T. Anderson utilizzarono la tattica della velocità, con piccole unità di attacco. Iniziate dai Missouri Partisan Rangers, questi atti di insurrezione si verificarono anche in parti della Confederazione occupata dall'Unione durante la guerra civile. Gli storici hanno riportato storie degli anni da fuorilegge dei fratelli Younger, paragonandoli ad un mito di "Robin Hood" americano. Le attività di vigilanza dei Bald Knobbers degli Ozark negli anni 1880 costituirono una continuazione non ufficiale della cultura degli insorgenti, molto tempo dopo la fine della guerra, ed hanno contribuito alla fama della città di Branson.

### XX secolo

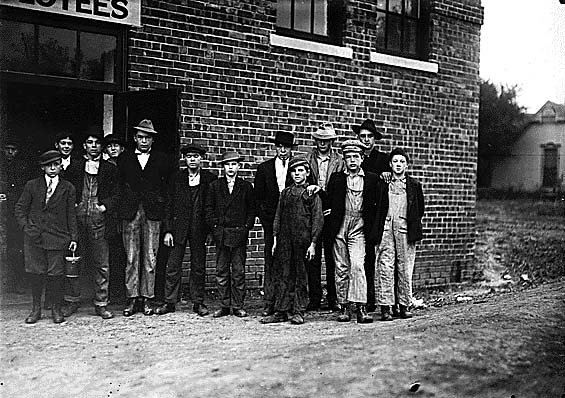
Lavoro minorile a Kirksville, 1910

L'era progressista (dagli anni 1890 ai 1920) vide diversi leader del Missouri cercare di porre fine alla corruzione modernizzando la politica, il governo e la società. Joseph W. Folk fu un importante leader che si appellò alla classe media e ai protestanti evangelici rurali; Folk fu eletto governatore come riformatore progressista e democratico alle elezioni del 1904. Promosse la cosiddetta "idea del Missouri", il concetto del Missouri come guida nella moralità pubblica attraverso il controllo popolare della legge e l'applicazione della legge.
Perseguì con successo procedimenti giudiziari, pose fine ai biglietti ferroviari gratuiti per le cariche pubbliche, estese gli statuti sulla corruzione, migliorò la legge elettorale, richiese la registrazione formale per i lobbisti, rese le scommesse sulle piste illegali, e mise in atto la legge sulla chiusura domenicale. Aiutò a far approvare una legislazione progressista, comprendente i processi per le iniziative popolari ed i referendum, la regolamentazione delle elezioni, dell'istruzione, dell'impiego e del lavoro minorile, delle ferrovie, del cibo, degli affari e delle aziende pubbliche. Vennero istituite diverse commissioni di esame con l'obiettivo dell'efficientamento, comprese commissioni agricole, e la commissione per la biblioteca del Missouri.

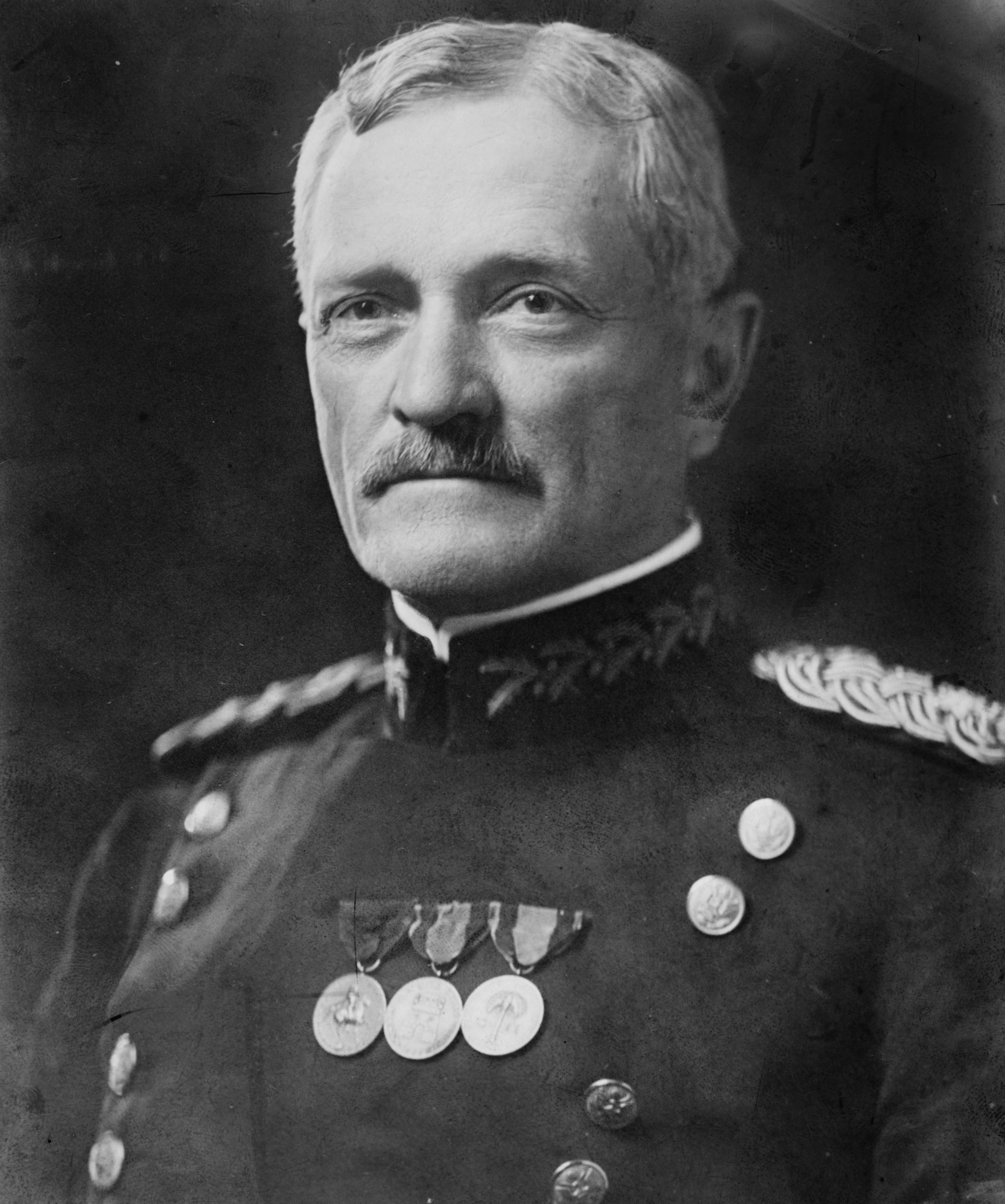
Il generale John J. Pershing, comandante delle American Expeditionary Forces durante la prima guerra mondiale, crebbe a Laclede in Missouri.

Tra la guerra civile ed il termine della seconda guerra mondiale, il Missouri passò da una economia rurale ad una ibrida di servizi-industria-agricoltura, mentre il Midwest si industrializzava velocemente. L'espansione delle ferrovie ad ovest trasformò Kansas City in un grande centro per i trasporti all'interno della nazione. La crescita del mercato del bestiame in Texas, insieme all'incremento dell'infrastruttura ferroviaria e l'invenzione del vagone refrigerato, resero Kansas City un importante centro per l'imballaggio della carne, con le mandrie che provenivano dal Texas fino alle città di Dodge City e altre città del Kansas. Qui il bestiame veniva caricato su treni con destinazione Kansas City, dove veniva macellato e distribuito ai mercati orientali. La prima metà del XX secolo costituì il picco di importanza per Kansas City, e il suo centro divenne una vetrina per grattacieli art déco.

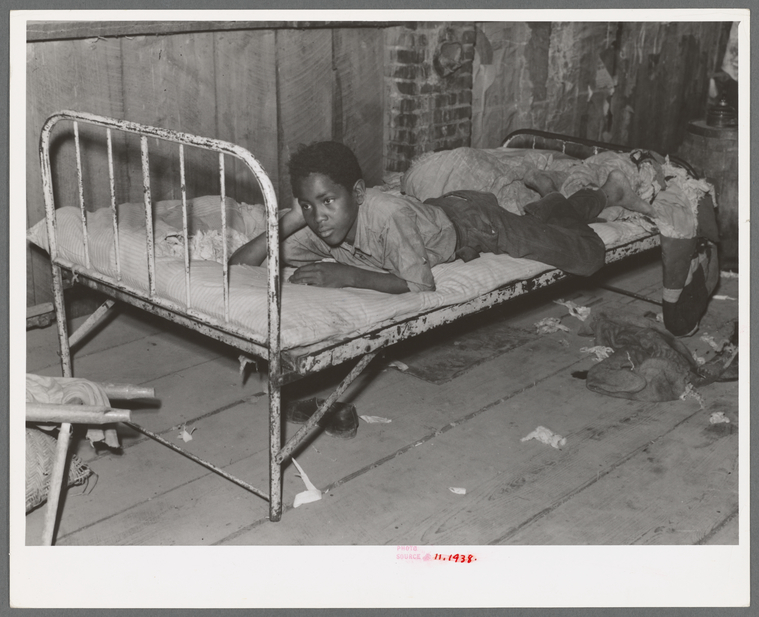
Ragazzo afroamericano in una mezzadria, contea di New Madrid, 1938.

Nel 1930 nell'area di Springfield vi fu una epidemia di difterite, che uccise all'incirca 100 persone; i vaccini aiutarono a fermare l'epidemia. Nella metà degli anni '50 e '60, Saint Louis e Kansas City soffrirono la de-industrializzazione e la perdita dei lavori nelle ferrovie e nella manifattura, come avvenne anche in altre città industriali del Midwest. Saint Charles dichiara di essere il sito della prima autostrada. La costruzione delle autostrade facilitò ai residenti l'abbandono delle città per trasferirsi in nuovi quartieri, spesso in ex fattorie dove la terra era disponibile ad un prezzo inferiore. Nelle grandi città fu portato avanti per decenni un processo di riqualificazione per far sì che l'economia si sviluppasse e seguisse i cambiamenti demografici. Le aree periferiche svilupparono mercati del lavoro separati, nel settore dell'industria e dei servizi, come i grandi centri commerciali.

### XXI secolo
Nel 2014 il Missouri fu sotto i riflettori nazionali per le proteste e gli scontri che seguirono l'omicidio di Michael Brown da parte di un poliziotto di Ferguson, che portarono il governatore Jay Nixon a mobilitare la Missouri National Guard. Un grand jury rifiutò di incriminare il poliziotto, e il Dipartimento della giustizia degli Stati Uniti d'America concluse, dopo attenta investigazione, che il poliziotto agì legittimamente temendo per la propria sicurezza. Tuttavia, tramite indagini separate, il Dipartimento di giustizia scoprì anche che il Dipartimento di Polizia di Ferguson e la Città di Ferguson utilizzavano pratiche incostituzionali elevando multe e pene eccessive su basi razziste, che la polizia di Ferguson "aveva utilizzato una forza eccessiva e pericolosa e mirava in maniera sproporzionata i neri" e che il tribunale cittadino "privilegiava gli introiti rispetto alla pubblica sicurezza, portando a violazioni costanti dei diritti costituzionali ad un processo equo e una protezione equa da parte della legge"."
Nel settembre 2015 ebbe inizio una serie di proteste studentesche presso l'Università del Missouri contro ciò che i contestatori vedevano come una mancanza di risposte da parte dell'amministrazione agli incidenti razzisti nel campus.
Il 7 giugno 2017 la National Association for the Advancement of Colored People emise un'allerta verso gli afroamericani che viaggiavano verso il Missouri; questa fu la prima allerta della NNACP che riguardava un intero stato. Secondo un rapporto del 2018 del procuratore generale del Missouri, nei 18 anni precedenti "gli afroamericani, gli ispanici ed altre persone di colore erano state obiettivo di controlli, perquisizionio e arresti in maniera sproporzionata." Lo stesso rapporto scoprì che la maggiore sproporzione avvenne nel 2017, quando "gli autisti neri avevano l'85% di probabilità in più di essere fermati ai posti di blocco".
Nel 2018 il Dipartimento dell'agricoltura degli Stati Uniti d'America annunciò il progetto di spostare il Economic Research Service (ERS) ed il National Institute of Food & Agriculture (NIFA) a Kansas City. Con la costruzione del progetto KC Streetcar e della Sprint Center Arena, l'area centrale di Kansas City ha attratto molti investimenti in nuovi uffici, hotel e complessi residenziali. Sia Kansas City che Saint Louis stanno vivendo un periodo di riqualificazione nelle aree centrali con la costruzione dei nuovi quartieri Power & Light (KC) e Ballpark Village (Saint Louis) e la riqualifica degli edifici storici esistenti. L'annuncio del 2019 di un nuovo team del Major League Soccer a Saint Louis ha portato ancora maggiori sviluppi nell'area centrale della città.

## Geografia fisica

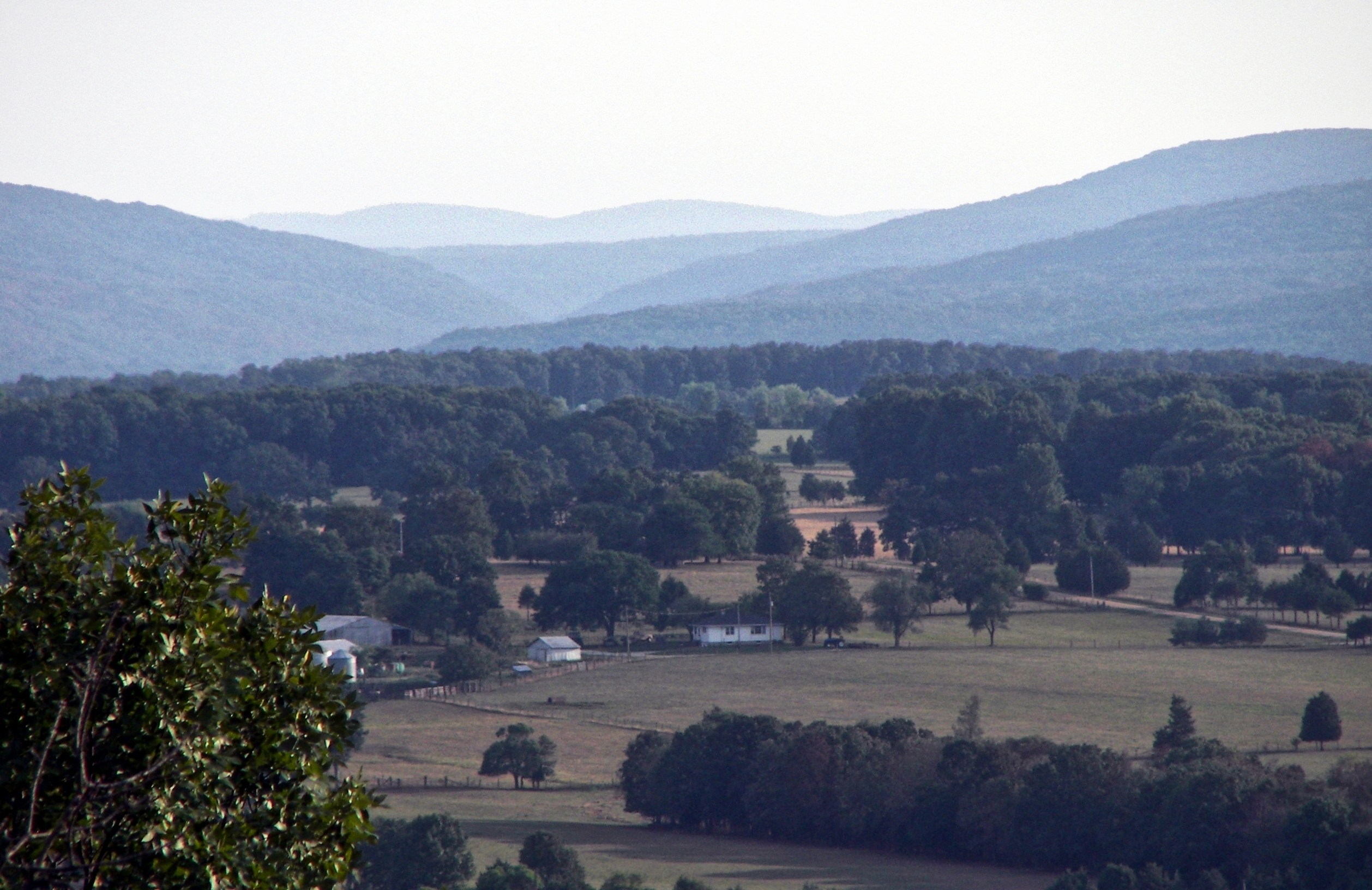
Le montagne di Saint Francois del Missouri

Oltre al Tennessee è l'unico altro Stato USA ad avere ben 8 stati confinanti. A nord confina con l'Iowa, a est con l'Illinois e, nel tratto più meridionale, con Kentucky e Tennessee, a sud confina con l'Arkansas e ad ovest con il Kansas tranne che per due brevi tratti, a sud con l'Oklahoma e a nord con il Nebraska. Mentre i confini settentrionale e meridionale sono costituiti da linee rette, il Missouri Bootheel si estende nella zona meridionale tra i fiumi Saint Francis e Mississippi.
Lo Stato è caratterizzato dalla presenza di due grandi fiumi: il Mississippi, che segna tutto il confine orientale, e il Missouri che lo attraversa da ovest ad est unendo le due maggiori città: Kansas City e Saint Louis.
La parte a nord del fiume Missouri è quella delle Pianure del Nord che vanno ad unirsi alle pianure dell'Iowa e del Nebraska, con un paesaggio piatto o dolcemente ondulato di formazione glaciale.
La parte più settentrionale del corso del Missouri (circa 17 contee odierne) fu colonizzata nella prima metà dell'Ottocento da popolazioni che abitavano zone del sud (Virginia in particolare) influenzando profondamente la cultura di questi luoghi ai quali, proprio per questo motivo, si dà il nome di "Little Dixie" (Piccola Dixie) laddove con Dixieland si allude agli Stati Uniti meridionali.
L'altopiano d'Ozark è una grande formazione pianeggiante che caratterizza la parte a sud del Missouri spingendosi fin nell'Arkansas. Springfield è il centro più grande di questa regione che presenta anche una parte montuosa.
La parte sud-orientale dello Stato, compresa quella sorta di appendice che si estende verso sud e che viene chiamata "Bootheel" (Tacco di stivale), è la parte più bassa e pianeggiante facente parte strettamente del bacino del Mississippi. È anche la zona più piovosa e forse più povera dello Stato. Il Bootheel è anche stato epicentro di grandi terremoti, tra i quali va ricordato quello di New Madrid del 1812.
Lo Stato del Missouri viene normalmente classificato tra gli Stati del Midwest anche se storicamente era visto come uno stato cuscinetto per via degli insediamenti di migranti provenienti dal Sud e per la sua condizione di stato schiavista prima della guerra civile americana; comunemente viene riconosciuto anche come uno Stato del Sud. Di fatto la maggior parte della popolazione è concentrata nelle due grandi aree metropolitane che sicuramente sono attribuibili al Midwest, mentre tutta la parte meridionale, essenzialmente rurale, può già considerarsi appartenere agli Stati Uniti del Sud.

### Topografia

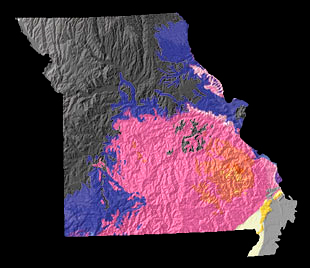
Mappa fisiografica del Missouri

A nord del fiume Missouri, e in alcuni casi anche nella zona immediatamente a sud, sorgono le pianure settentrionali che si estendono in Iowa, Nebraska e Kansas. Qui, dall'ultima glaciazione, si sono formate dolci colline che un tempo si estendevano dal Canada al fiume Missouri. Il Missouri ha molti promontori fluviali lungo i fiumi Mississippi, Missouri e Meramec; nel Missouri meridionale sorge l'altopiano d'Ozark, un che circonda le Saint Francois Mountains precambriane magmatiche. Questa regione presenta anche carsismo caratterizzato da alto tasso di calcare con la formazione di doline e caverne.

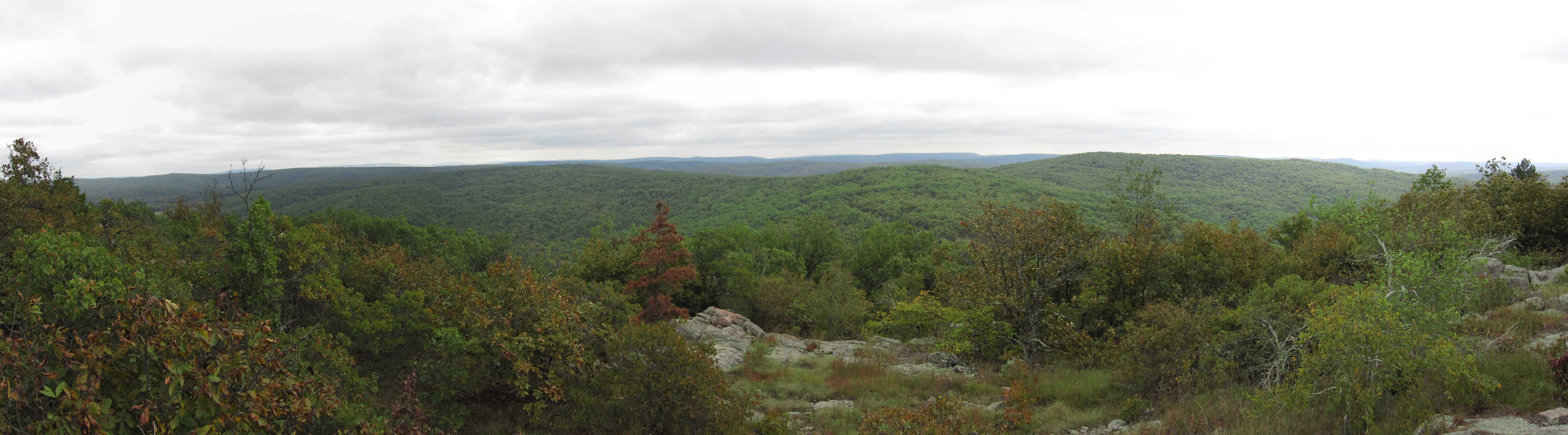
La Bell Mountain Wilderness della Mark Twain National Forest, nel Missouri meridionale

La parte meridionale dello stato è conosciuta come Missouri Bootheel, e fa parte della pianura alluvionale del Mississippi; questa regione è la meno elevate, la più piatta, la più umida e calda dello stato. Si tratta anche dell'area più povera, in quanto l'economia è prevalentemente basata sull'agricoltura; è una zona molto fertile, con prevalenza di coltivazione di cotone e riso.

### Clima

Classificazione dei climi di Köppen in Missouri

Il Missouri ha un clima umido continentale con inverni freschi, talvolta rigidi, ed estati umide. Nella parte meridionale dello stato, ed in particolare nel Bootheel, il clima diviene subtropicale. Senza alte montagne o oceani a mitigare le temperature, il clima viene influenzato in maniera alternata dalle arie fredde provenienti dall'Artide e da quelle calde provenienti dal Golfo del Messico. L'inverno è caratterizzato dalla neve e da una temperatura media molto rigida, mentre le precipitazioni maggiori si hanno tra marzo e giugno, periodo nel quale non sono infrequenti anche i tornado. Agosto è il mese più caldo e, sebbene le temperature medie facciano pensare ad un calore non eccessivo (24 °C), tra luglio ed agosto ci sono sempre periodi più o meno lunghi con temperature costantemente molto elevate. La temperatura più alta mai registrata in Missouri è 48 °C, in particolare a Warsaw e Union il 14 luglio 1954, mentre la più bassa temperatura registrata è -40 °C, sempre a Warsaw il 13 febbraio 1905.
Situato nel Tornado Alley, il Missouri è soggetto anche a climi estremi in forma di temporali e tornado. Il 22 maggio 2011 un tornado F5 uccise 158 persone, distruggendo circa un terzo della città di Missouri. Il tornado causò tra 1 e 3 miliardi di dollari di danni e ferì più di un migliaio di persone; si trattò del primo tornado F5 ad aver colpito lo stato dal 1957, e fu il più mortale negli Stati Uniti dal 1947, il che lo ha reso il 7° tornado che ha causato più vittime nella storia americana e il 27º del mondo. Saint Louis e i suoi quartieri periferici sono anche stati soggetti a molti tornado nel passato, il più recente, di categoria F4, danneggiò l'aeroporto Internazionale di Saint Louis-Lambert il 22 aprile 2011. Il 27 maggio 1896 si verificò uno dei tornado più devastanti della storia americana, che uccise circa 255 persone causando 10 milioni di dollari di danni (equivalenti a 5,32 miliardi di oggi).
| Columbia           | Mesi | Mesi | Mesi | Mesi | Mesi | Mesi | Mesi | Mesi | Mesi | Mesi | Mesi | Mesi | Stagioni | Stagioni | Stagioni | Stagioni | Anno |
| Columbia           | Gen  | Feb  | Mar  | Apr  | Mag  | Giu  | Lug  | Ago  | Set  | Ott  | Nov  | Dic  | Inv      | Pri      | Est      | Aut      | Anno |
| ------------------ | ---- | ---- | ---- | ---- | ---- | ---- | ---- | ---- | ---- | ---- | ---- | ---- | -------- | -------- | -------- | -------- | ---- |
| T. max. media (°C) | 3    | 7    | 13   | 19   | 24   | 29   | 32   | 31   | 26   | 20   | 12   | 6    | 5,3      | 18,7     | 30,7     | 19,3     | 18,5 |
| T. min. media (°C) | −8   | −5   | −1   | 6    | 12   | 17   | 19   | 18   | 13   | 7    | 1    | −6   | −6,3     | 5,7      | 18       | 7        | 6,1  |

| Kansas City        | Mesi | Mesi | Mesi | Mesi | Mesi | Mesi | Mesi | Mesi | Mesi | Mesi | Mesi | Mesi | Stagioni | Stagioni | Stagioni | Stagioni | Anno |
| Kansas City        | Gen  | Feb  | Mar  | Apr  | Mag  | Giu  | Lug  | Ago  | Set  | Ott  | Nov  | Dic  | Inv      | Pri      | Est      | Aut      | Anno |
| ------------------ | ---- | ---- | ---- | ---- | ---- | ---- | ---- | ---- | ---- | ---- | ---- | ---- | -------- | -------- | -------- | -------- | ---- |
| T. max. media (°C) | 2    | 6    | 12   | 18   | 24   | 29   | 32   | 31   | 26   | 20   | 11   | 4    | 4        | 18       | 30,7     | 19       | 17,9 |
| T. min. media (°C) | −8   | −5   | 1    | 7    | 12   | 17   | 20   | 19   | 14   | 8    | 1    | −6   | −6,3     | 6,7      | 18,7     | 7,7      | 6,7  |

| Springfield        | Mesi | Mesi | Mesi | Mesi | Mesi | Mesi | Mesi | Mesi | Mesi | Mesi | Mesi | Mesi | Stagioni | Stagioni | Stagioni | Stagioni | Anno |
| Springfield        | Gen  | Feb  | Mar  | Apr  | Mag  | Giu  | Lug  | Ago  | Set  | Ott  | Nov  | Dic  | Inv      | Pri      | Est      | Aut      | Anno |
| ------------------ | ---- | ---- | ---- | ---- | ---- | ---- | ---- | ---- | ---- | ---- | ---- | ---- | -------- | -------- | -------- | -------- | ---- |
| T. max. media (°C) | 6    | 9    | 14   | 20   | 24   | 29   | 32   | 32   | 27   | 22   | 13   | 8    | 7,7      | 19,3     | 31       | 20,7     | 19,7 |
| T. min. media (°C) | −6   | −3   | 2    | 7    | 12   | 17   | 19   | 19   | 14   | 8    | 2    | −3   | −4       | 7        | 18,3     | 8        | 7,3  |

| Saint Louis        | Mesi | Mesi | Mesi | Mesi | Mesi | Mesi | Mesi | Mesi | Mesi | Mesi | Mesi | Mesi | Stagioni | Stagioni | Stagioni | Stagioni | Anno |
| Saint Louis        | Gen  | Feb  | Mar  | Apr  | Mag  | Giu  | Lug  | Ago  | Set  | Ott  | Nov  | Dic  | Inv      | Pri      | Est      | Aut      | Anno |
| ------------------ | ---- | ---- | ---- | ---- | ---- | ---- | ---- | ---- | ---- | ---- | ---- | ---- | -------- | -------- | -------- | -------- | ---- |
| T. max. media (°C) | 4    | 7    | 13   | 19   | 24   | 29   | 32   | 31   | 27   | 21   | 13   | 6    | 5,7      | 18,7     | 30,7     | 20,3     | 18,8 |
| T. min. media (°C) | −4   | −2   | 3    | 8    | 14   | 19   | 22   | 21   | 16   | 9    | 3    | −3   | −3       | 8,3      | 20,7     | 9,3      | 8,8  |

### Flora e fauna

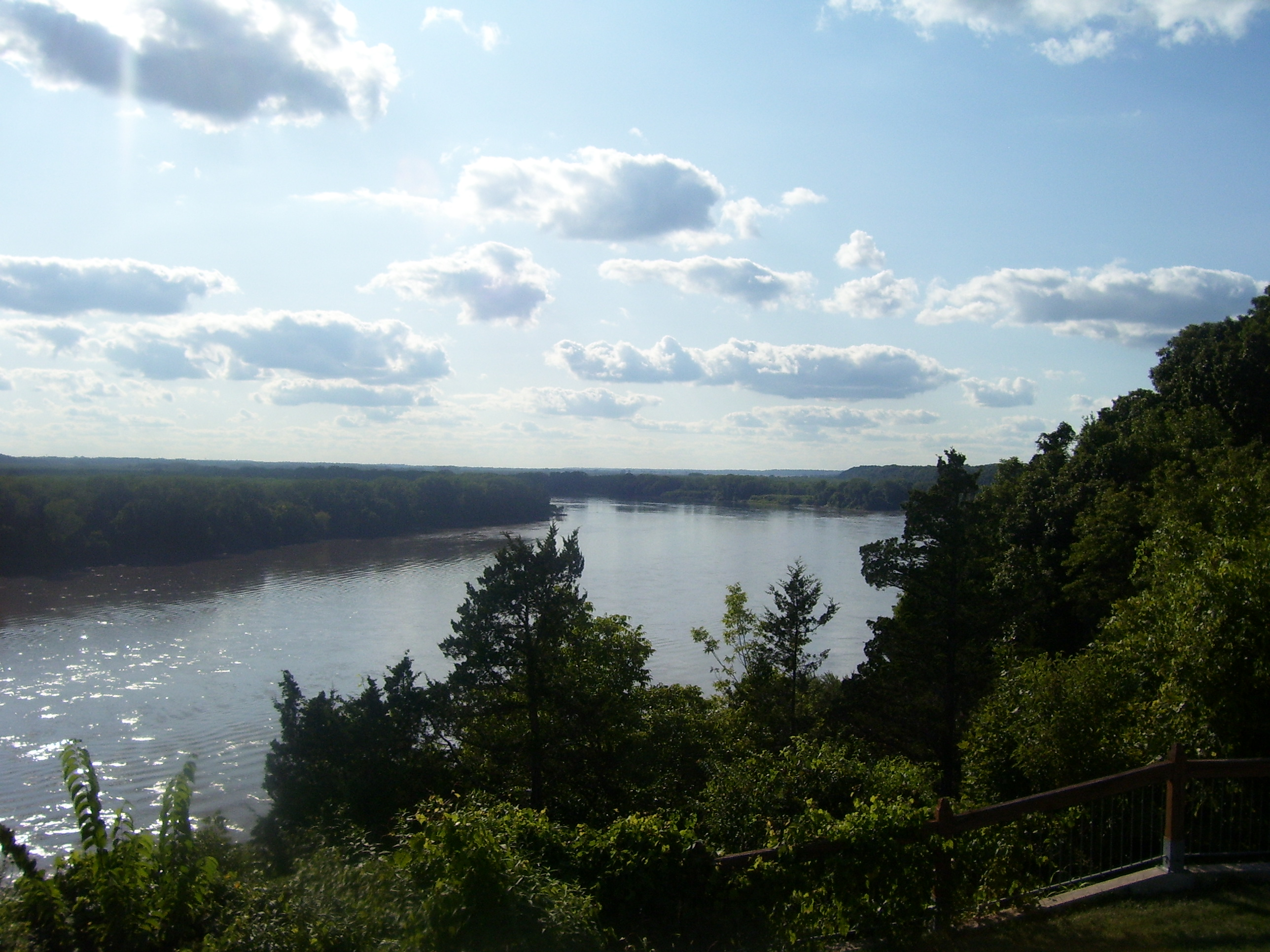
Il fiume Missouri presso Rocheport

Nel Missouri la fauna e la flora sono molto diversificate, e si trovano specie endemiche. Per la presenza dei fiumi Mississippi, Missouri, del lago Table Rock e del lago degli Ozarks, con numerosi affluenti, lo stato è ricco di acque dolci. A nord del fiume Missouri lo stato è prevalentemente collinoso in corrispondenza delle Grandi Pianure, mentre a sud del fiume lo stato è dominato da foreste di querce e noci.
L'utilizzo ricreazionale e commerciale delle foreste pubbliche, inclusi pascolo, disboscamento ed estrazione mineraria, incrementò dopo la seconda guerra mondiale. I pescatori, gli escursionisti, i camperisti e altri iniziarono a spingere per proteggere le aree forestali con natura selvaggia. Durante gli anni '30 e '40 Aldo Leopold, Arthur Carhart e Bob Marshall svilupparono una politica di protezione per il servizio forestale. I loro sforzi contribuirono al Wilderness Act, una legge che definì le aree di natura selvaggia "dove la terra e la sua comunità di vita non sono ostacolate dagli uomini, dove l'uomo stesso è visitatore e non rimane". Questo comprendeva le foreste pubbliche secondarie come la Mark Twain National Forest.

## Demografia

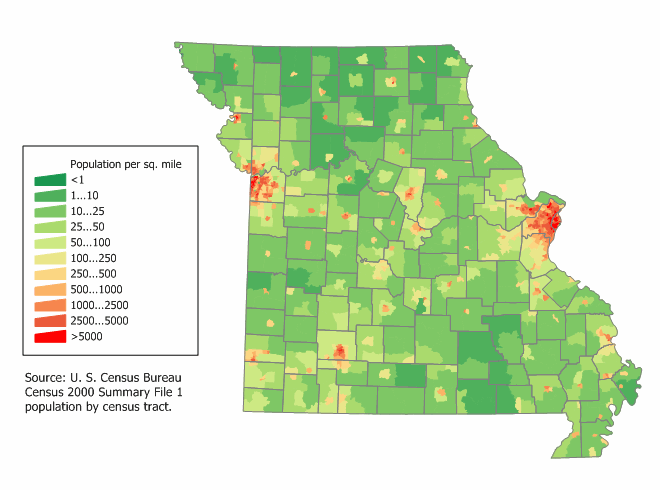
Cartina della densità di popolazione in Missouri

Lo United States Census Bureau stima che la popolazione del Missouri fosse di 6 137 428 persone il 1º luglio 2019, con un incremento del 2,48% rispetto al censimento del 2010.
Secondo il censimento del 2010 il Missouri contava 5 998 927 abitanti; dal 2010 al 2018 questo includeva un incremento naturale di 137 564 persone dall'ultimo censimento, ed un incremento di 88 088 persone per via dell'immigrazione nello stato. L'immigrazione dall'esterno degli Stati Uniti portò ad un incremento di 50 450 persone, e la migrazione all'interno del Paese portò ad un incremento di 37 638 persone. Più della metà dei missouriani, 3 294 936 persone, il 55% degli abitanti, vive all'interno delle due maggiori aree metropolitane dello stato: Saint Louis e Kansas City. La densità di popolazione dello stato era di 35 persone per km², nel 2009 era la più vicina alla media nazionale rispetto ad ogni altro stato. Le principali nazioni di origine degli immigranti in Missouri nel 2018 erano Messico, Cina, India, Vietnam e Bosnia Erzegovina.
Secondo il rapporto annuale sui senzatetto del 2022 edito dal Dipartimento della Casa e dello sviluppo urbano degli Stati Uniti d'America, nel Missouri vi erano 5.992 senzatetto.
| Etnia                                  | 1990  | 2000  | 2010  |
| -------------------------------------- | ----- | ----- | ----- |
| Bianchi                                | 87,7% | 84,9% | 82,8% |
| Afroamericani                          | 10,7% | 11,3% | 11,6% |
| Asioamericani                          | 0,8%  | 1,1%  | 1,6%  |
| Nativi                                 | 0,4%  | 0,4%  | 0,5%  |
| Nativi hawaiani e isolani del Pacifico | –     | 0,1%  | 0,1%  |
| Altri                                  | 0,4%  | 0,8%  | 1,3%  |
| Multi-etnia                            | –     | 1,5%  | 2,1%  |

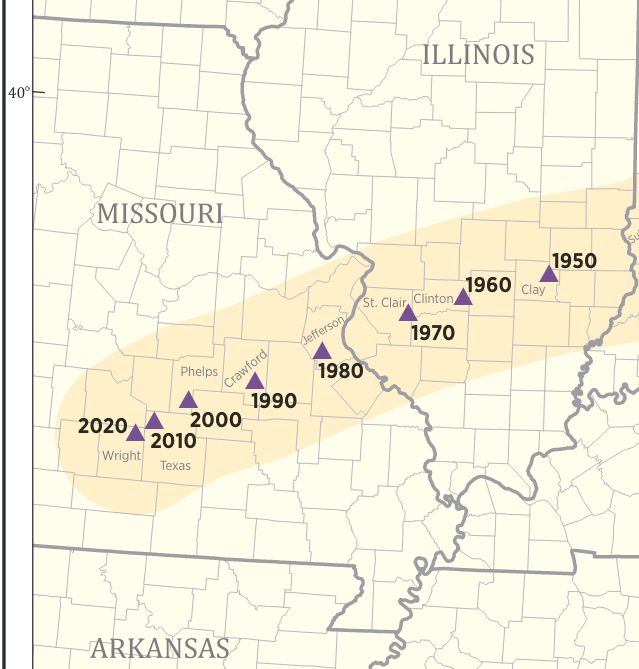
Il centro della popolazione degli Stati Uniti si trova nel Missouri dal 1980. Nel 2020, si trovava presso l'Interstate 44 nel punto in cui entra a Springfield.

Il censimento del 2010 rivelò che il centro di popolazione degli Stati Uniti si trovava nella contea di Texas, mentre quello del 2000 lo aveva posizionato nella contea di Phelps; il centro di popolazione dei Missouri si trova nella contea di Osage, nella città di Westphalia.
Nel 2004 la popolazione comprendeva 194.000 persone nate all'estero, il 3,4% della popolazione dello stato.
I cinque principali gruppi ancestrali del Missouri sono i tedeschi (27,4%), gli irlandesi (14,8%), gli inglesi (10,2%), gli americani (8,5%) ed i francesi (3,7%).

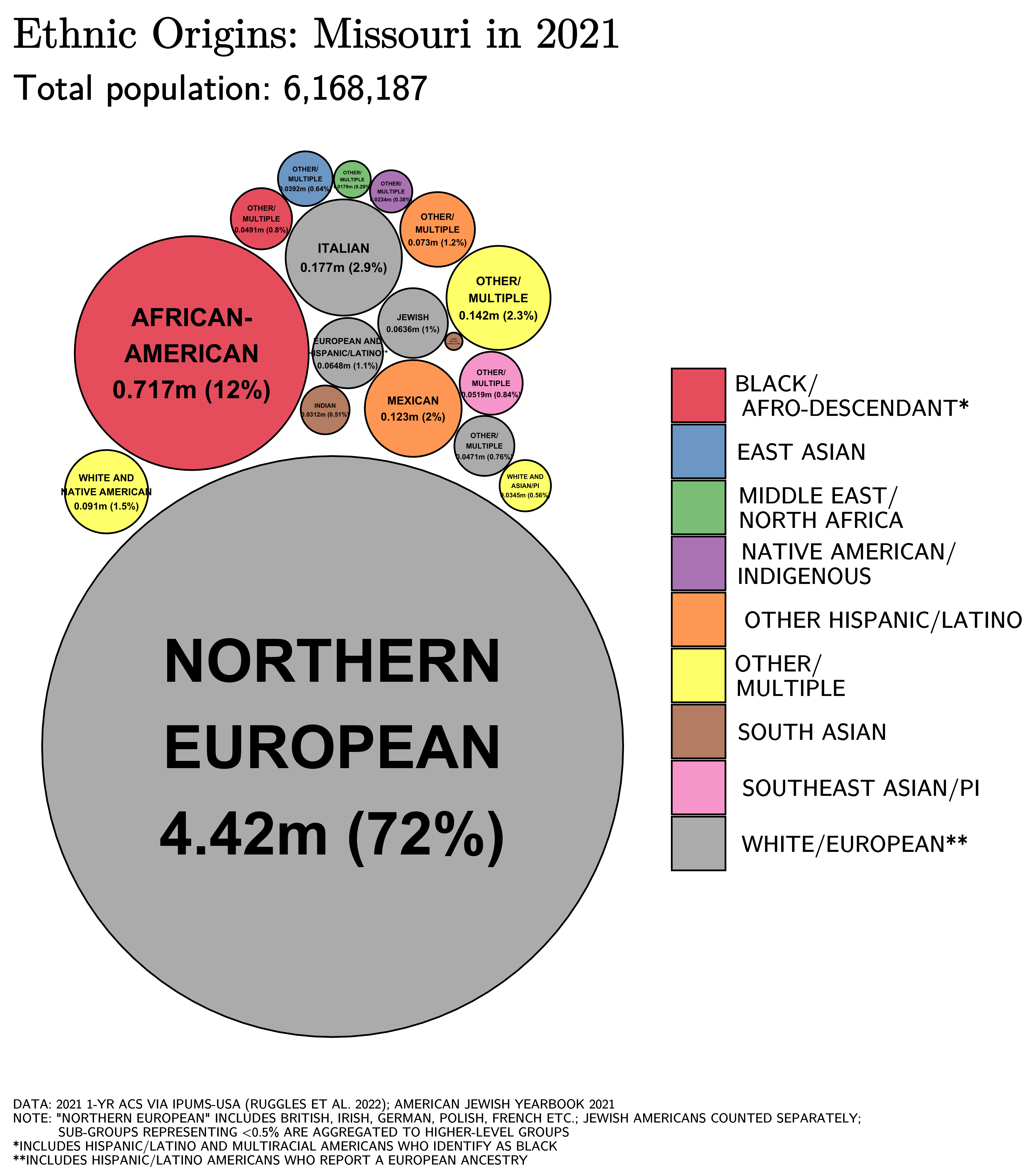
Origine etnica nel Missouri

I tedeschi sono un gruppo etnico molto presente in tutto il Missouri; gli afroamericani costituiscono una parte considerevole della popolazione di Saint Louis (il 56,6% degli afroamericani dello stato nel 2010 viveva a Saint Louis o nella contea di St. Louis), Kansas City, della contea di Boone e nel Bootheel sud-orientale, ed in alcune parti della valle del Missouri, dove l'agricoltura e le piantagioni erano un tempo importanti. I creoli di stirpe francese sono concentrati nella valle del fiume Mississippi a sud di Saint Louis, e parlano il francese del Missouri. A Kansas City si trova la maggiore e sempre in crescita comunità di latinoamericani, specialmente dal Messico e dalla Colombia, oltre alla comunità africana (principalmente da Sudan e Nigeria) e del sud-est asiatico, con anche Cina e Filippine, oltre agli europei dell'ex Jugoslavia. Nel Missouri abita una notevole popolazione di indiani Cherokee.
Nel 2004 il 6,6% della popolazione dello stato era sotto i 5 anni di età, il 25,5% era sotto i 18 anni, e il 13,5% era oltre i 65 anni. Le donne erano all'incirca il 51,4% della popolazione. L'81,3% degli abitanti del Missouri erano diplomati alla scuola superiore (più della media nazionale), ed il 21,6% aveva una laurea o titolo superiore. Il 3,4% degli abitanti era nata fuori dal Paese, ed il 5,1% parlava a casa una lingua diversa dall'inglese.
Nel 2010 vi erano 2 349 955 famiglie in Missouri, con 2,45 persone per famiglia; il 70% abitava in case di proprietà, e il valore medio di una unità immobiliare era di 137 700 dollari. Il reddito medio familiare del 2010 era di 46 262 dollari, 24 724 pro capite. Il 14% dei missouriani (1 018 118 persone) vivevano sotto la soglia della povertà.
Il tempo medio per raggiungere il posto di lavoro era di 23,8 minuti.

Cartina delle contee del Missouri per maggioranza etnica, secondo il censimento del 2020:
Bianchi non ispanici
50–60%
60–70%
70–80%
80–90%
90%+
Neri o afroamericani
40–50%

     50–60%
     60–70%
     70–80%
     80–90%
     90%+
     40–50%

### Lingua
La grande maggioranza delle persone del Missouri parlano inglese; circa il 5,1% della popolazione dichiara di parlare in casa una lingua diversa dall'inglese. La lingua spagnola viene parlata nella piccola comunità latina di Saint Louis e Kansas City.
In Missouri si trova un dialetto della lingua francese, oggi scarsamente parlato, chiamato francese del Missouri; coloro che parlano questo dialetto si definiscono creoli, e sono discendenti dei pionieri francesi che si inserirono nella zona chiamata all'epoca Pays des Illinois, all'inizio del XVII secolo. Si sviluppò isolato dai francofoni del Canada e della Louisiana, sviluppando quindi caratteri distinti dalle varietà del dialetto francese canadese e del francese della Louisiana. Un tempo parlato largamente nella regione, il francese del Missouri è oggi quasi estinto, con solo pochi anziani in grado di comprenderlo e parlarlo.

### Religione
██ Protestanti (58%)
██ Cattolici (16%)
██ Mormoni (1%)
██ Altri Cristiani (2%)
██ Nessuna religione (20%)
██ Buddisti (1%)
██ Altre religioni (2%)
Secondo uno studio di Pew Research condotto nel 2014, l'80% dei missouriani si identifica con una religione. Il 77% si considera cristiano, nelle sue varie denominazioni, e il 3% si considera aderente a religioni non cristiane. Il restante 20% non ha religione, ed il 2% si identifica specificamente come ateo ed il 3% si identifica come agnostico (con il rimanente 15% che si dichiara non credente in particolare).
La demografia religiosa del Missouri è così ripartita:
- Cristiani 77%
  - Protestanti 58%
    - Protestanti evangelici 36%
    - Protestanti tradizionali 16%
    - Protestanti neri 6%

  - Cattolici 16%
  - Mormoni 1%
  - Cristiani ortodossi <1%
  - Testimoni di Geova <1%
  - Altri cristiani <1%
- Religioni non cristiane 3%
  - Ebrei <1%
  - Musulmani <1%
  - Buddisti 1%
  - Indù <1%
  - Altre religioni <1%
- Nessuna religione 20%
  - Atei 2%
  - Agnostici 3%
  - Nessuna in particolare 15%
- Non sa <1%

La maggiore religione per numero di aderenti nel 2010 era la Southern Baptist Convention, con 749 685 fedeli; la Chiesa cattolica contava 724 315 fedeli, e la Chiesa metodista unita 226 409 fedeli.
Tra le altre denominazioni vi sono circa 93 000 mormoni in 253 congregazioni, 25 000 ebrei in 21 sinagoghe, 12 000 musulmani in 39 moschee, 7 000 buddisti in 34 templi, 20 000 indù in 17 templi, 2 500 unitariani universalisti in 9 congregazioni, 2 000 bahá'í in 17 templi, cinque templi Sikh, un tempio zoroastrista, un tempio giainista e diversi neopagani.
Diverse organizzazioni religione hanno sede in Missouri, e tra questi vi sono la Chiesa luterana - Sinodo dei Missouri, che ha sede a Kirkwood, e la Chiesa unita pentecostale internazionale a Hazelwood, entrambe fuori Saint Louis.
Independence, presso Kansas City, è il quartier generale della Comunità di Cristo (in precedenza era chiamata Chiesa Riorganizzata di Gesù Cristo dei santi degli ultimi giorni), la Chiesa di Cristo e il gruppo della Chiesa rimasta di Gesù Cristo dei santi degli ultimi giorni. Quest'area e altre parti del Missouri sono anche di rilevante importanza religiosa per la Chiesa di Gesù Cristo dei santi degli ultimi giorni, che possiede diversi siti e centri visitatori.
Springfield è la sede delle Assemblee di Dio degli Stati Uniti e dell'Associazione battista biblica internazionale. L'Associazione Generale dei Generali Battisti ha la sua sede a Poplar Bluff, e la Unity Church ha il quartier generale a Unity Village. Springfield è particolarmente nota come il centro cristiano dello stato ed è considerata da alcuni come la "fibbia" della Bible Belt.

## Economia

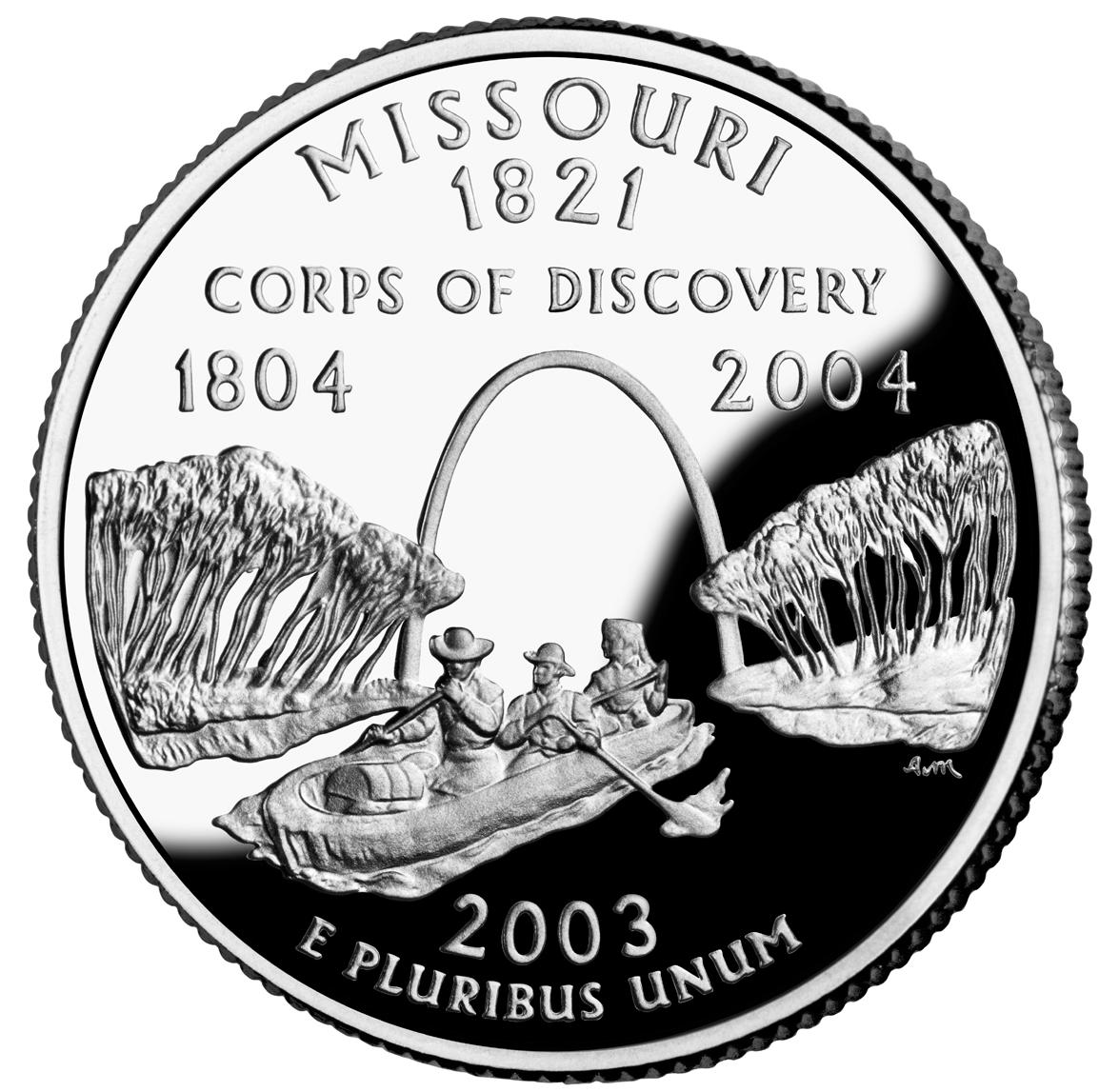
Lo State quarter del Missouri che raffigura la spedizione di Lewis e Clark

L'Ufficio di Analisi Economica del Dipartimento del commercio degli Stati Uniti d'America ha stimato il prodotto interno lordo del Missouri nel 2016 a 299,1 miliardi di dollari, il 22° maggiore degli Stati Uniti. Il reddito pro capite nel 2006 era di 32 705 dollari, il 26° maggior degli Stati Uniti. Tra le principali industrie vi sono l'aerospazio, i veicoli, la trasformazione agroalimentare, l'industria chimica, la stampa, i materiali elettrici, l'attività manifatturiera, i servizi finanziari e la birra.
I prodotti agricoli dello stato sono la carne di vitello e maiale, la soia, i latticini, il fieno, il mais, il pollame, il sorgo, il cotone, il riso e le uova. Il Missouri si posiziona 6º nella nazione per la produzione di maiali e 7° per bestiame in generale; è posizionato tra i primi cinque stati per la produzione di soia, e quarto per quella di riso. Nel 2001 vi erano 108 000 fattorie, il secondo numero maggiore della nazione dopo il Texas. Il Missouri promuove attivamente la sua industria del vino, in rapida ascesa. Secondo Missouri Partnership, l'industria agricola del Missouri contribuisce con 33 miliardi di dollari al PIL dello stato, e genera 88 miliardi di dollari di vendite e più di 378 000 posti di lavoro.
Il Missouri ha grandi quantità di calcare; tra le altre risorse minerarie vi sono il piombo, il carbone e la pietra; lo stato produce più piombo di tutti gli altri stati, e molte miniere di piombo si trovano nella distretto del piombo, nella parte centro-orientale dello stato. Il Missouri si posiziona primo nella produzione di calce, ingrediente chiave nel cemento Portland.
Tra i settori in crescita dello stato vi sono quello scientifico, le tecnologie agricole e le biotecnologie. Monsanto, in passato una delle principali aziende di biotecnologie in America, aveva sede a Saint Louis, fino all'acquisto da parte di Bayer nel 2018. Oggi fa parte della Divisione Scienza delle Colture della Bayer Corporation, la sussidiaria di Bayer con sede negli Stati Uniti.
Il turismo, i servizi e la vendita al dettaglio seguono il settore manifatturiero in quanto a importanza; il turismo beneficia dei molti fiumi, laghi, caverne e parchi distribuiti per tutto lo stato. Oltre a una rete di parchi statali, nel Missouri si trovano anche il Parco nazionale dell'Arco della porta a Saint Louis e le Vie d'Acqua panoramiche degli Ozark. Le Meramec Caverns, a Stanton sono tra le più visitate.
Il Missouri è l'unico stato dell'Unione ad avere due Federal Reserve Bank, una a Kansas City, che serve il Missouri occidentale, oltre a Kansas, Nebraska, Oklahoma, Colorado, Nuovo Messico settentrionale e Wyoming, e una a Saint Louis, che serve il Missouri orientale, l'Illinois meridionale, l'Indiana meridionale, il Kentucky occidentale, il Tennessee occidentale, il Mississippi settentrionale e l'Arkansas.

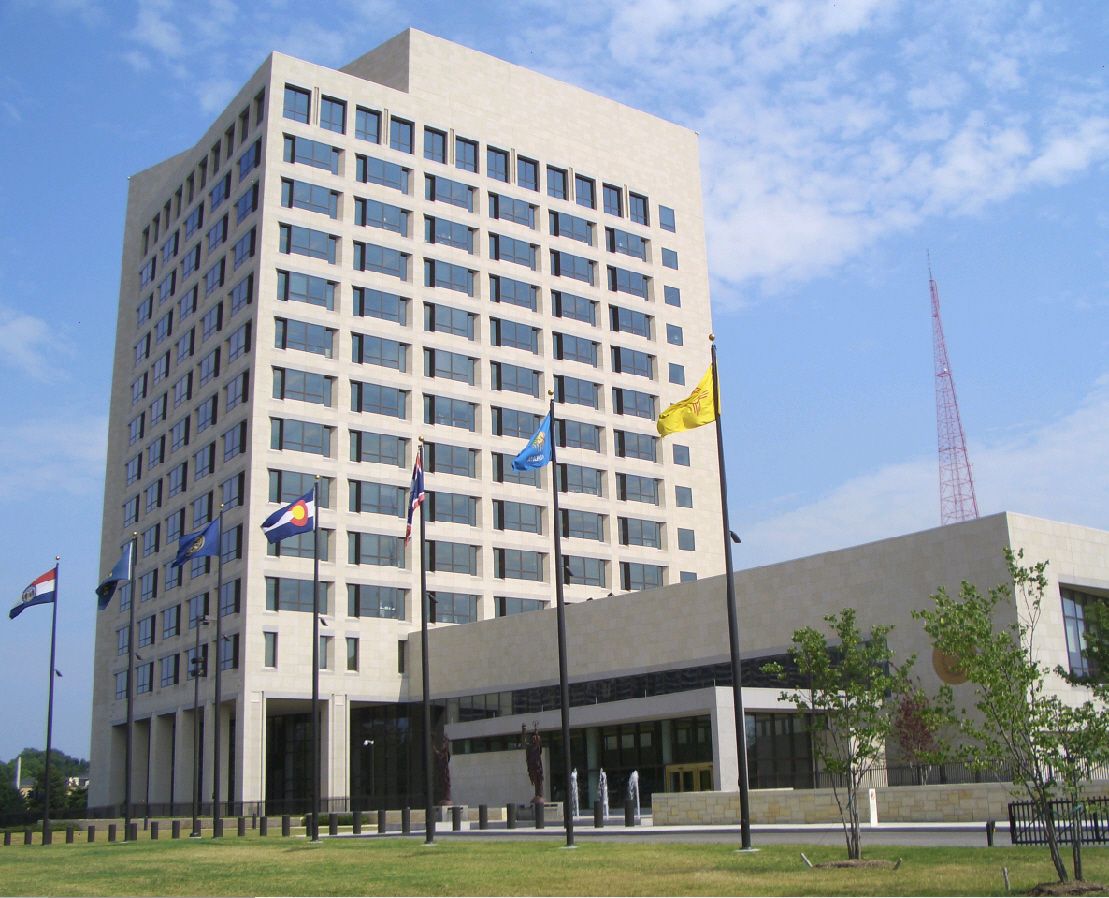
The Federal Reserve Bank di Kansas City serve la parte occidentale del Missouri, oltre a Kansas, Oklahoma, Nebraska, Wyoming, Colorado e Nuovo Messico settentrionale.

Il tasso di disoccupazione stagionale mediato nell'aprile 2017 era del 3,9%. Nel 2017 il Missouri divenne uno stato cosiddetto "right-to-work", ossia vieta ai datori di lavoro di richiedere ai dipendenti di diventare, rimanere o astenersi dal diventare membri di un'organizzazione del lavoro o di pagare quote o altri oneri richiesti ai membri dell'organizzazione del lavoro come condizione per l'assunzione, ma nell'agosto 2018 gli elettori hanno rigettato la legge con il 67% contro il 33%.

### Tassazione
Il reddito è tassato con dieci differenti fasce, che variano dal 1,5% al 6%; la tassa sulle vendite ammonta al 4,225%, con alcune addizionali locali. Più di 2500 enti locali si finanziano con tasse patrimoniali basate sulle beni mobili e immobili.
Gran parte delle proprietà personali è esente da tasse, ad eccezione dei veicoli motorizzati. Tra gli immobili esenti vi sono quelli posseduti dal governo e quelli utilizzati come cimiteri, per scopi religiosi, scuole e collegi, e per fini caritatevoli. Non vi sono imposte di successione.
Nel 2017 la Tax Foundation classificò il Missouri al quinto posto come migliore tassazione sulle imprese, e il 15º stato con tassazione più amichevole. La tassa per le imprese nel Missouri è del 6,25%, ma il 50% della tassa sul reddito federale può essere dedotta prima di calcolare l'importo tassabile dallo stato, portando ad un tasso effettivo del 5,2%.

### Energia
Nel 2012 il Missouri aveva circa 22 000 MW di capacità di generazione elettrica installata. Nel 2011 l'82% dell'elettricità del Missouri era generata da centrali a carbone. Il 10% era generato dall'unica centrale nucleare presente nello stato, la Callaway Plant nella contea di Callaway, presso Jefferson City; il 5% era generato con gas naturale. L'1% era generato da fonti idroelettriche, come la diga sul lago Truman e il lago degli Ozarks. Il Missouri ha una piccola percentuale, ma in crescita, di impianti eolici e solari, cresciuti da 209 MW del 2009 ai 459 MW del 2011, mentre il settore fotovoltaico era cresciuto da 0,2 MW a 1,3 MW nello stesso periodo. Nel 2016 le installazioni solari nel Missouri avevano raggiunto i 141 MW.
I pozzi petroliferi nel Missouri hanno prodotto 120 000 barili di petrolio nel 2012. Non vi sono raffinerie nello stato.

## Trasporti

### Aeroporti
Il Missouri ha due grandi hub aeroportuali: l'Aeroporto Internazionale di Saint Louis-Lambert e l'Aeroporto Internazionale di Kansas City; nella parte meridionale dello stato si trova l'aeroporto di Springfield-Branson (SGF), che offre molte destinazioni. I residenti del Missouri centrale utilizzano principalmente l'aeroporto regionale di Columbia (COU) per volare verso Chicago, Dallas o Denver.

### Ferrovie

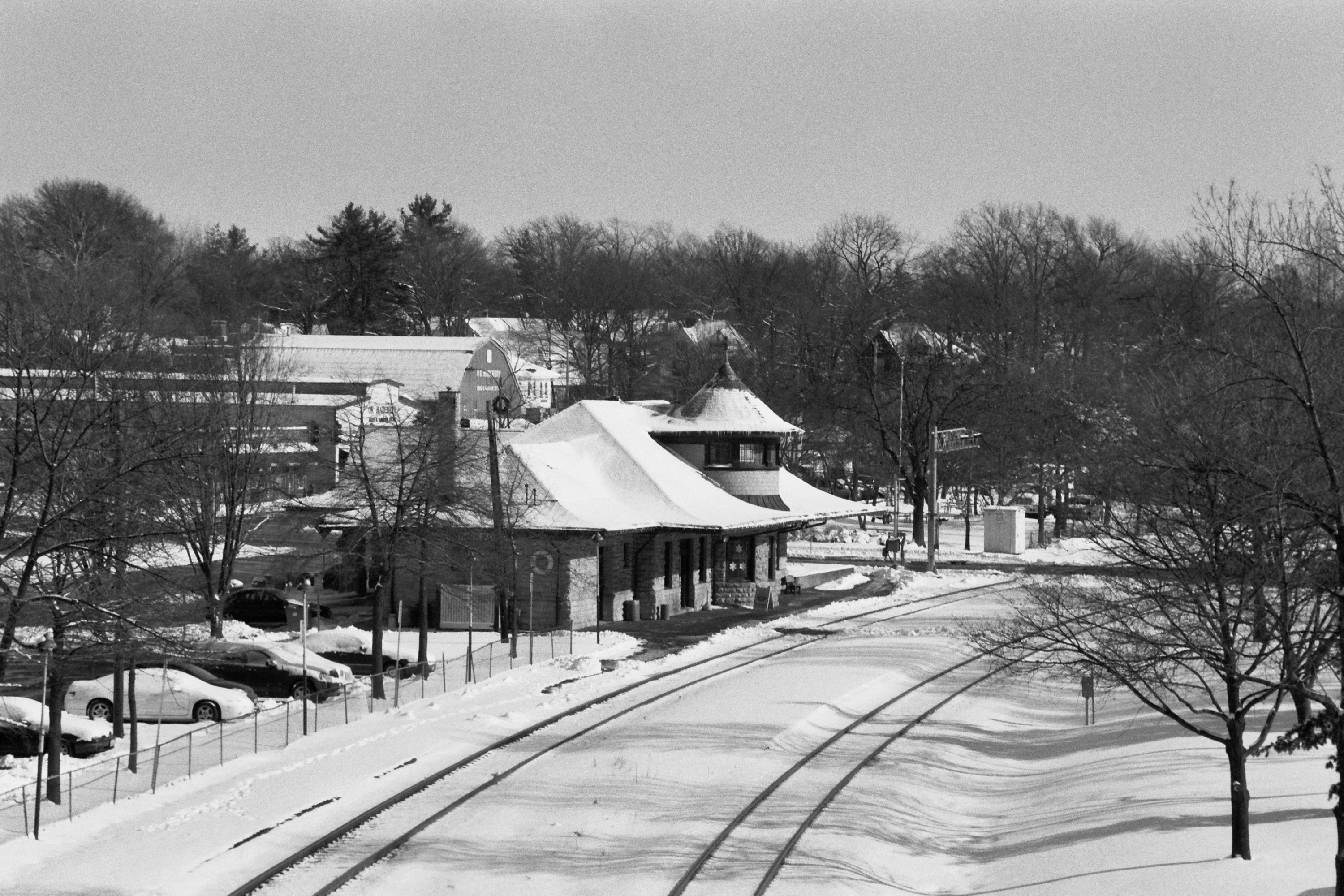
Stazione Amtrak a Kirkwood

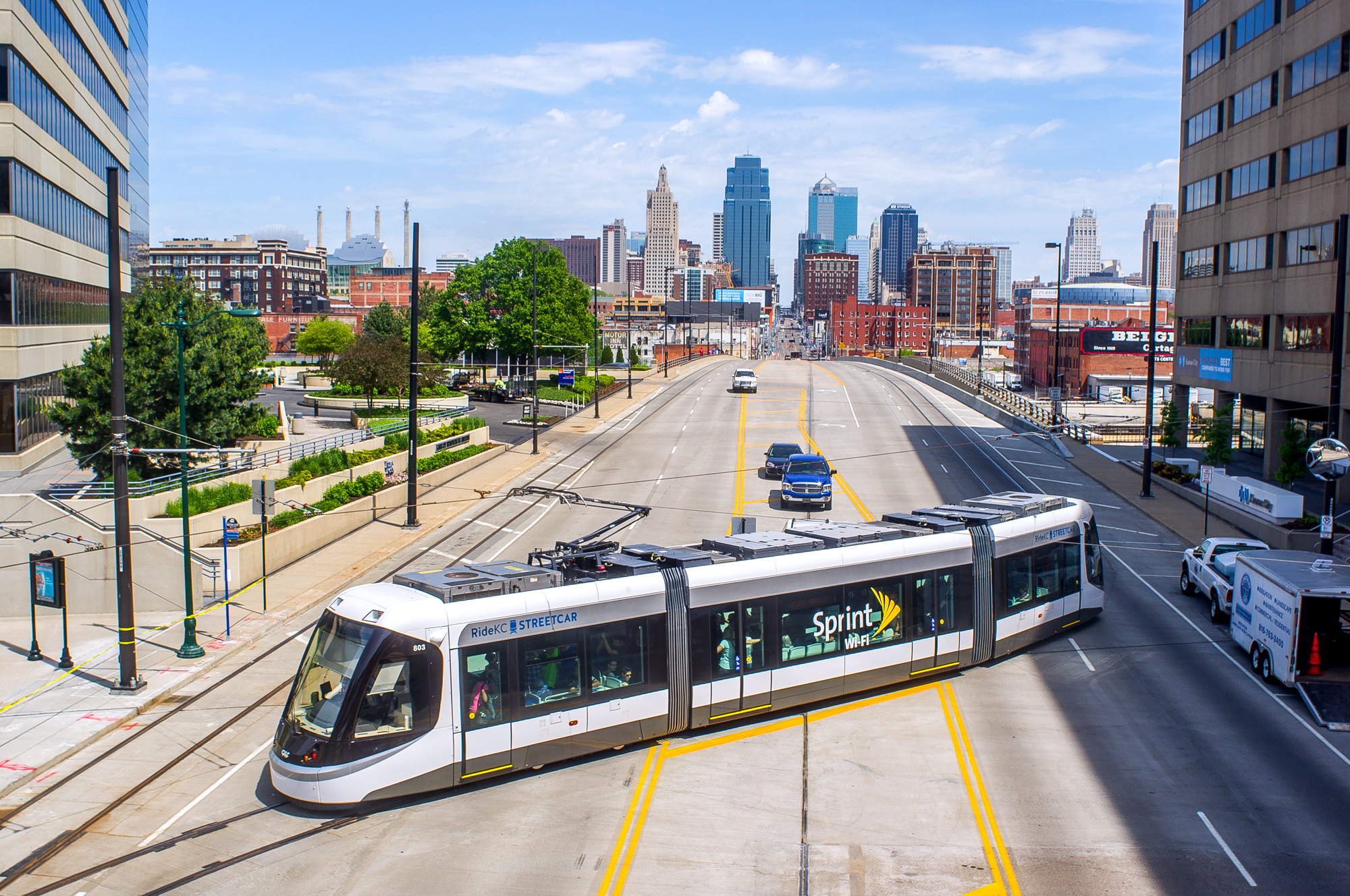
Tram di Kansas City alla Union Station

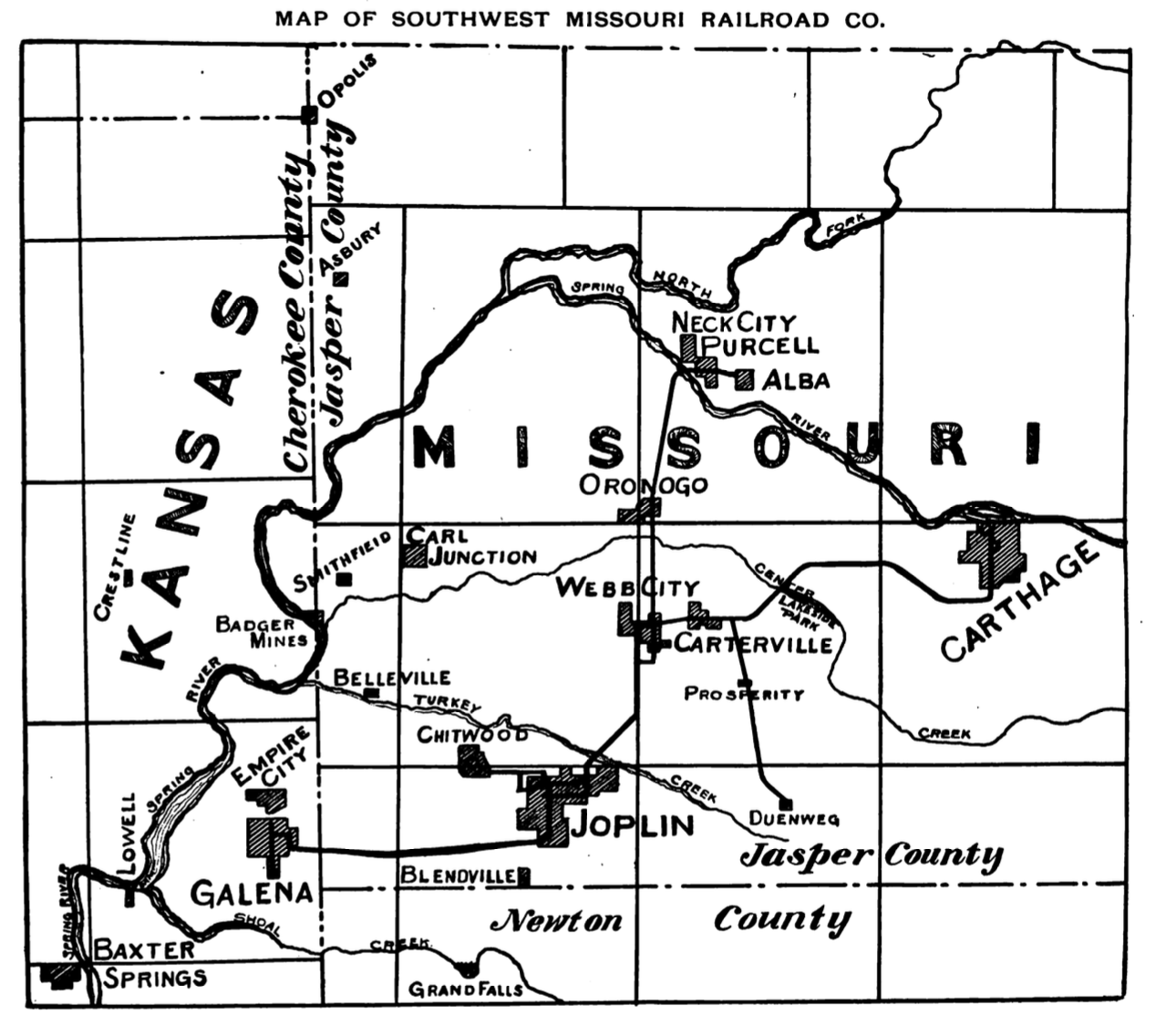
Cartina della Southwest Missouri Railroad Company, circa 1907

Due delle tre stazioni ferroviarie più frequentate degli Stati Uniti si trovano in Missouri; Kansas City è un grande snodo ferroviario per la BNSF Railway, Norfolk Southern Railway, Kansas City Southern Railway e Union Pacific Railroad, e tutte le ferrovie di classe 1 passano per il Missouri. Kansas City è il secondo centro ferroviario per le merci negli Stati Uniti (ma primo in termini di peso delle merci gestite); come Kansas City, Saint Louis è una delle principali destinazioni dei treni merci. Springfield rimane uno degli snodi operativi di BNSF Railway.
I treni passeggeri Amtrak servono le stazionoi di Kansas City, La Plata, Jefferson City, Saint Louis, Lee's Summit, Independence, Warrensburg, Hermann, Washington, Kirkwood, Sedalia e Poplar Bluff. Una linea ad alta velocità che si snoda nel Missouri, e fa parte della rete ferroviaria di Chicago, ha ricevuto finanziamenti per 31 milioni di dollari.
L'unica metropolitana leggera che opera nel Missouri è Metrolink, che collega la città di Saint Louis con alcune aree nell'Illinois e nella contea di St. Louis; è una delle maggiori reti, per estensione dei binari, di tutti gli Stati Uniti. La KC Streetcar nel centro di Kansas City ha aperto nel maggio 2016.
Il Gateway Multimodal Transportation Center a Saint Louis è il maggiore centro di trasporti multimodale dello stato; si trova nel centro della città, presso la storica Union Station, e serve come snodo e stazione per MetroLink, il sistema di trasporti urbani e regionali di Saint Louis, le linee Greyhound, Amtrak e i taxi.
Nel 2018 venne proposto un Hyperloop per collegare Saint Louis, Kansas City e Missouri, riducendo i tempi di viaggio nell'intero stato di circa un'ora. Il progetto è stato fermato nel dicembre 2023, con la chiusura della società Hyperloop One.

## Legge e governo

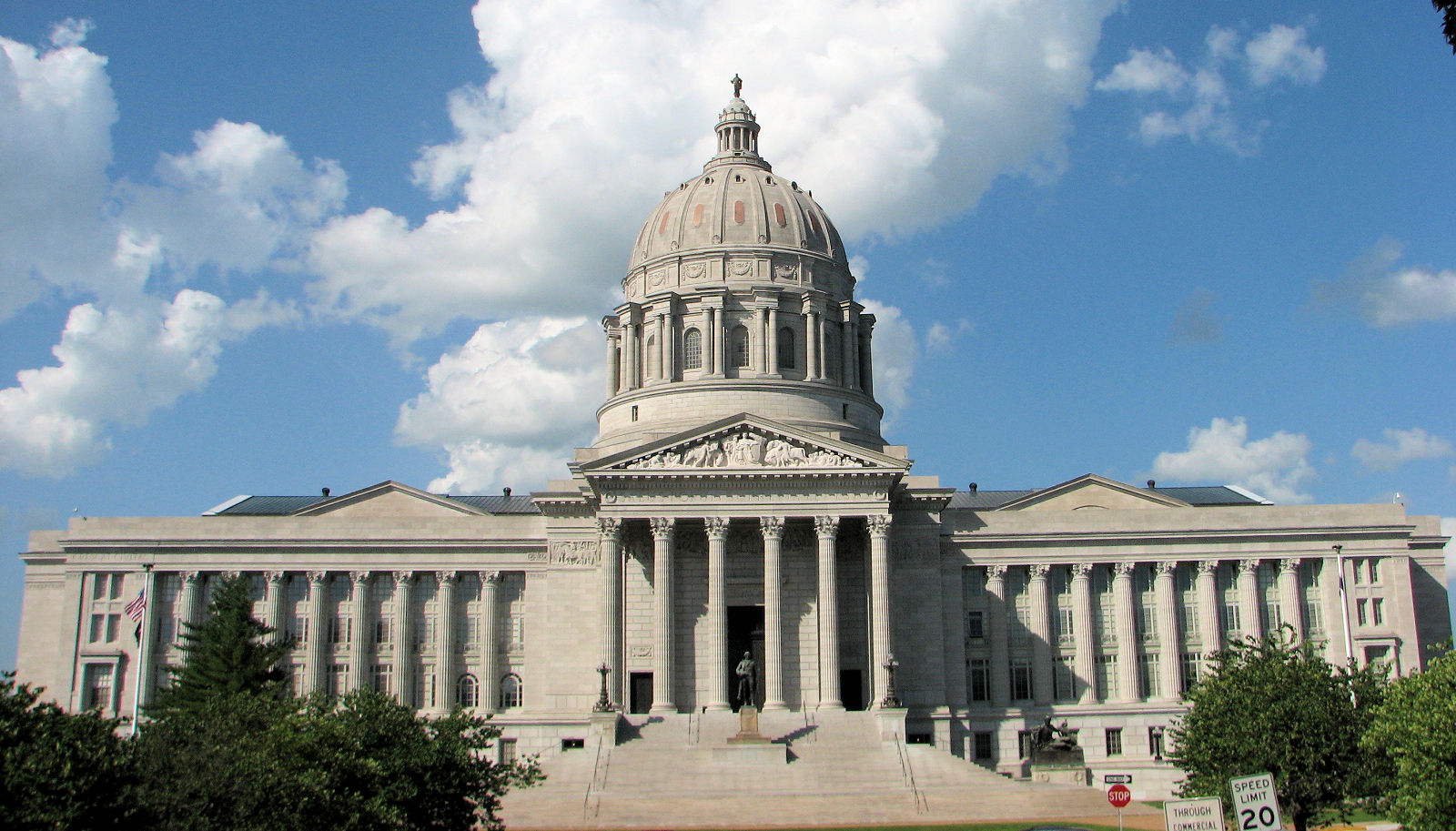
Il Campidoglio a Jefferson City

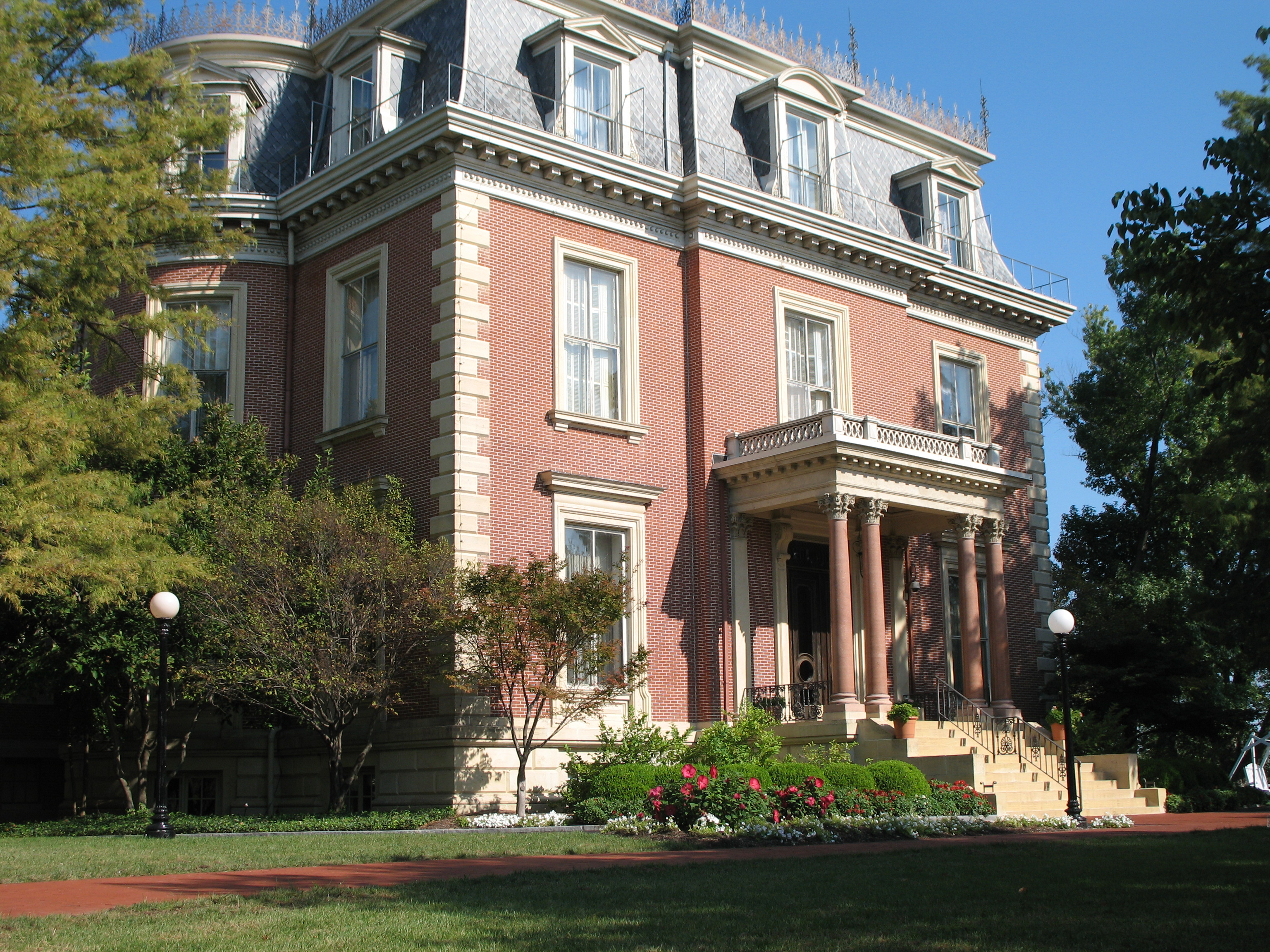
La sede dell'ufficio del governatore è nel National Register of Historic Places.

L'attuale Costituzione del Missouri, la quarta dello stato, fu adottata nel 1945; prevede tre rami di governo: il legislativo, il giudiziario e l'esecutivo. Il potere legislativo è esercitato dalla Camera dei rappresentanti e dal Senato; insieme costituiscono l'Assemblea Generale del Missouri.
La Camera dei rappresentanti ha 163 membri assegnati secondo l'ultimo censimento decennale; il Senato conta 34 membri, eletti in distretti di popolazione circa eguale. Il dipartimento giudiziario consiste della Corte Suprema del Missouri, composta da sette giudici, la Corte d'Appello del Missouri (una corte di appello intermedia divisa in tre distretti), con sede a Kansas City, Saint Louis e Springfield, oltre a 45 tribunali di circuito che operano come tribunali locali. Il ramo esecutivo è capeggiato dal governatore, e comprende altre cinque cariche elette dalla popolazione. Dopo l'uscita dell'Auditor di stato Nicole Galloway il 9 gennaio 2023, non vi sono democratici eletti in posizioni a livello apicale in Missouri.
Harry S. Truman (1884–1972), il 33º Presidente degli Stati Uniti d'America dal 1945 al 1953, nacque a Lamar; fu giudice nella contea di Jackson e in seguito rappresentò lo stato al Senato degli Stati Uniti per dieci anni, prima di essere eletto vice-presidente alle elezioni del 1944. Visse a Independence dopo aver concluso i mandati presidenziali nel 1953.
Secondo uno studio del 2020, il Missouri si posizionò 45° nella classifica del "costo del voto", con solo il Texas e la Georgia che si posizionarono a un livello superiore.
L'ordinamento del Missouri comprende ancora la pena di morte; tra i metodi autorizzati per le esecuzioni vi è la camera a gas.

### Ex status di indicatore politico
Il Missouri generalmente è stato considerato come indicatore della politica americana, ed è spesso stato uno swing state. Lo stato ebbe una lunga storia di sostegno al candidato presidenziale vincente, in maniera superiore ad ogni altro stato, avendo votato per il vincitore in ogni elezione dal 1904 al 2004, con la sola eccezione del 1956, quando il candidato democratico Adlai Stevenson del vicino Illinois perse le elezioni nonostante il sostegno del Missouri. Tuttavia, negli anni recenti, alcune aree dello stato fuori da Kansas City, Saint Louis e Columbia hanno svoltato fortemente a destra, facendo del Missouri uno stato saldamente repubblicano. L'ultimo democratico ad aver ottenuto voti del collegio elettorale fu Bill Clinton nel 1996. Lo stato non sostenne il democratico Barack Obama del confinante Illinois in nessuna delle sue campagne del 2008 e 2012; lo stato votò per Mitt Romney con un vantaggio di quasi il 10% nel 2012, e votò per Donald Trump con un vantaggio del 18% nel 2016 e del 15% nel 2020, rispetto allo sfidante democratico.
Il 24 ottobre 2012 lo stato contava 4 190 936 elettori registrati. A livello statale, comunque, sia la senatrice democratica Claire McCaskill che il governatore democratico Jay Nixon vennero rieletti.
Il 3 novembre 2020 vi erano 4 318 758 elettori registrati, dei quali 3 026 028 (il 70,1%) votò. In quel periodo, lo stato sosteneva maggiormente candidati repubblicani per le cariche federali; gli incarichi coperti dai democratici il decennio precedente furono in seguito ricoperti dal senatore repubblicano Josh Hawley e dal governatore repubblicano Mike Parson.
Il tasso di sostegno del Missouri al vincitore nelle ultime 29 elezioni presidenziali è del 89,66%; questa percentuale è alla pari con l'Ohio, che ha votato per il vincitore di ogni elezione presidenziale a partire dal 1896, ad eccezione del 1944, del 1960 e del 2020, e nessun repubblicano è mai andato alla Casa Bianca senza il sostegno dello stato. Il Nevada ha sostenuto il vincitore di ogni elezione presidenziale dal 1912, ad eccezione del 1976 e del 2016; il Nuovo Messico ha votato per il candidato vincitore di ogni elezione presidenziale dal 1912, ad eccezione del 1976, del 2000 e del 2016 e 2024

### Alcol e tabacco
Il Missouri è noto per la tendenza ad essere conservatore e non confidente nei regimi regolatori, dal che trae origine uno dei soprannomi non ufficiali dello stato, "Show-Me State". Di conseguenza, insieme al fatto che il Missouri è uno dei primi stati in classifica sull'uso dell'alcol, la regolamentazione dell'alcol e del tabacco nello stato è tra le più permissive negli Stati Uniti. Per il 2013, lo studio annuale "Freedom in the 50 States" redatto dalla George Mason University ha posizionato il Missouri terzo in America per libertà sull'alcol, e primo per libertà sul tabacco, il settimo per libertà in generale. Lo studio nota che il regime sull'alcol del Missouri è uno dei meno restrittivi degli Stati Uniti, senza leggi che ne impediscono l'utilizzo e con tasse sotto la media, e che il Missouri è il primo della nazione per libertà sul tabacco.
La giurisprudenza del Missouri rende una "pratica impropria di impiego" per un datore di lavoro il rifiutare di assumere, licenziare o arrecare svantaggio a qualsiasi persona se questa persona utilizza alcol o tabacco legalmente fuori dal lavoro.
Con una grande popolazione di immigrati tedeschi e con lo sviluppo dell'industria della birra, il Missouri ha sempre avuto le leggi tra le più permissive degli Stati Uniti sul tema dell'alcol e non attuò mai il proibizionismo. Gli elettori dello stato rigettarono tre volte il proibizionismo nel 1910, 1912 e 1918, e la regolamentazione sull'alcol non ebbe inizio nel Missouri fino al 1934.
Oggi le leggi sull'alcol sono gestite dal governo dello stato, e le giurisdizioni locali non possono modificarle. Il Missouri non proibisce di bere in pubblico, non ha leggi che ne vietino l'utilizzo in determinati giorni, e alcol e liquori possono essere venduti ovunque, senza differenziare la percentuale di alcol. La legge statale protegge le persone ubriache dall'arresto o dalla persecuzione criminale.
La legge del Missouri proibisce espressamente ogni giurisdizione locale dal diventare una dry county; la legge statale permette anche ai genitori ed ai tutori di servire alcol ai propri figli. Il Power & Light District a Kansas City è uno dei pochi luoghi degli Stati Uniti in cui una legge statale permette esplicitamente alle persone sopra i 21 anni di possedere e consumare contenitori aperti di alcol nelle strade, finché la bevanda si trova in un contenitore di plastica.
Per il tabacco, nel luglio 2016 il Missouri aveva le più basse accise negli Stati Uniti, 17 centesimi per pacchetto, e gli elettori votarono in più occasioni per mantenerle tali, nel 2002, 2006, 2012 e 2016. Nel 2007 Forbes definì la maggiore area metropolitana dello stato, Saint Louis, la "migliore città per fumatori" d'America.
Secondo i Centers for Disease Control and Prevention, nel 2008 il Missori aveva la quarta percentuale più elevata di fumatori tra gli stati USA, con il 24,5%. Anche se la legge federale proibisce la vendita di tabacco a minori di 21 anni, i prodotti a base di tabacco possono essere distribuiti ai minori di 21 anni dai familiari nell'ambito delle proprietà private.
Nessun divieto di fumo a livello statale è stato mai proposto dall'Assemblea Generale del Missouri, e nell'ottobre 2008 un sondaggio statale condotto dal Dipartimento di Salute ha rilevato che solo il 27,5% degli abitanti sostiene un divieto statale sul fumo nei bar e nei ristoranti. Le leggi statali del Missouri permettono ai ristoranti con meno di 50 posti a sedere, alle piste da bowling e alle sale da biliardo di decidere le proprie politiche antifumo senza limitazioni.

Treemap del voto popolare per contea alle elezioni presidenziali negli Stati Uniti d'America del 2016

## Società

### Città

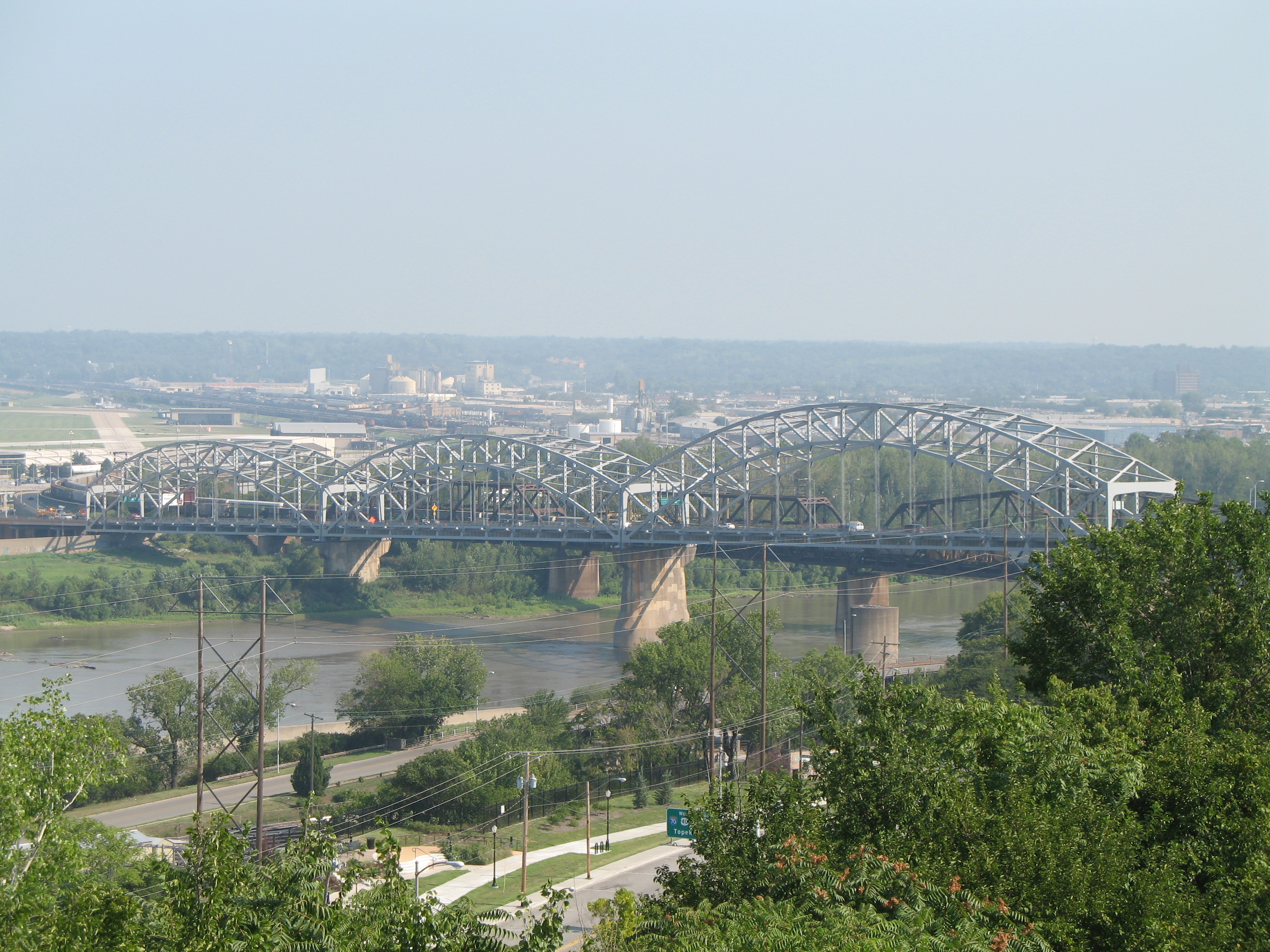
Il Broadway Bridge sul fiume Missouri, presso Kansas City

Le città più popolose sono Kansas City e St. Louis. La prima è la più grande dello Stato e la sua area metropolitana è tra le prime 30 degli Stati Uniti. St. Louis ha un'area metropolitana che nel 2007 era valutata pari a circa 2 800 000 abitanti, risultando la diciottesima di tutti gli Stati Uniti. Tra le prime città per numero di abitanti dello Stato figurano molti centri appartenenti alle cinture urbane delle due grandi metropoli. Fanno eccezione Springfield e Columbia.
Da una stima del 1º luglio 2007 queste sono le prime 10 città per numero di abitanti:
1. Kansas City, 491 918
2. Saint Louis, 350 759
3. Springfield, 154 777
4. Independence, 110 704
5. Columbia, 99 174
6. Lee's Summit, 82 820
7. O'Fallon, 74 976
8. Saint Joseph, 73 912
9. Saint Charles, 63 644
10. Saint Peters, 55 092
11. Jefferson City, 40 564

## Sport
Le franchigie del Missouri che partecipano nelle più grandi leghe sono:
- Kansas City Chiefs, NFL
- Kansas City Royals, MLB
- Sporting Kansas City, MLS
- St. Louis Cardinals, MLB
- St. Louis Blues, NHL